# Солидарность (профсоюз)
«Солидарность» (пол. Solidarność, полное название Независимый самоуправляемый профсоюз «Солидарность», пол. Niezależny Samorządny Związek Zawodowy «Solidarność») — польское объединение независимых профсоюзов, созданное в результате массового забастовочного движения августа—сентября 1980 года. Учреждено на судоверфи имени Ленина в Гданьске, официально зарегистрировано 10 ноября 1980 года. Запрещено во время военного положения. С декабря 1981 действовало в подполье. Вновь разрешено 17 апреля 1989 года.
Являлось массовым социальным движением антитоталитарной, антикоммунистической направленности. В 1981 году членами профобъединения были свыше 9 миллионов человек, в основном индустриальные рабочие. Объединяло на профсоюзной платформе самые разные политические силы — от католических консерваторов и националистов до либералов, крайне левых социалистов, синдикалистов и анархистов. В 1989—1990 годах осуществило мирную революцию, демонтаж режима ПОРП и преобразование ПНР в Республику Польша. В настоящее время — профсоюз. Основателем и историческим лидером «Солидарности» считается Лех Валенса.

## Предыстория

### Антикоммунистическое сопротивление в Польше 1940—1970-х годов
В программной резолюции I съезда «Солидарности» (принята 7 октября 1981 года) были названы исторические истоки движения: рабочие протесты и диссидентское движения в ПНР, студенческие волнения, позиция католической церкви. Установление коммунистического режима в Польше с самого начала встретило ожесточённое сопротивление значительной части общества. Антикоммунистическая вооружённая борьба «Отверженных солдат» началась в 1944, велась в активной фазе в 1945—1947, продолжалась в конце 1940 — начале 1950-х и завершилась только в 1957, когда под Ломжей был окружён и уничтожен последний отряд повстанцев. В этой борьбе участвовали бывшие бойцы Армии Крайовой и Национальных вооружённых сил, ставшие участниками различных подпольных организаций (Делегатура вооружённых сил (Delegatura Sił Zbrojnych na Kraj), «Свобода и Независимость» Конспиративное Войско Польское, Гражданская Армия крайова и другие), активисты польских антикоммунистических партий (от католических консерваторов до социалистов) и профсоюзов, крестьяне, протестовавшие против коллективизации и атеистической политики. В этот период с обеих сторон погибло около 30 тысяч человек, репрессированы до 300 тысяч.
Коммунистическое правительство во главе с Болеславом Берутом опиралось на поддержку СССР. Его оплотом являлись бывшие германские территории, присоединённые к Польше по результатам Потсдамской конференции, большие города и промышленные центры. Именно там первоначально отстроился административно-карательный аппарат режима ППР, с 1948 — ПОРП, впоследствии распространённый в общегосударственном масштабе. Коммунисты подчёркивали свою роль в возвращении польских земель, ранее отторгнутых Германией, и улучшении жизненных условий пролетариата. Этот фактор оказывал определённое воздействие на общественное сознание.
Польский промышленный пролетариат в заметной степени был негативно настроен к коммунистическим властям. Этому способствовали глубокие традиции пилсудчины в польском социалистическом движении (PPS—DFR, CZKZZ, MR), навыки забастовочной борьбы, национальный патриотизм, влияние католической церкви. Однако в целом рабочие массы, особенно молодого поколения, поначалу поддержали ППР, Польская социалистическая партия (1944–1948) и ПОРП, созданную объединением ППР с Польской социалистической партией. Пропагандистский аппарат ПОРП акцентировал роль и значение рабочего класса. Антикоммунистическое подполье в крупных городах и промышленных центрах не было сильным и организованным. Послевоенные промышленные центры становились оплотами левых и коммунистических сил.
Первоначально, в 1944—1955 годах, наиболее серьёзные антикоммунистические настроения вызревали в крестьянстве. Лишь в тех случаях, когда ПОРП и правительство принимали социально-экономические меры откровенно антирабочего характера — повышение цен и норм выработки, ограничение зарплаты — протесты в рабочей среде принимали открытую форму и иногда приводили к насилию.
Такая ситуация возникла летом 1956 года. Массовые рабочие протесты в Познани ускорили смену руководства ПОРП. Новое руководство Владислава Гомулки провело некоторую политическую либерализацию и смягчило социально-экономическую политику. Отказ от коллективизации села, пауза в антикатолических гонениях, допущение общественных дискуссий повысили симпатии к властям в крестьянстве и интеллигенции. Но десятилетие спустя, в 1967—1968, в университетских центрах вспыхнули студенческие волнения (использованные властями как предлог для антисемитской кампании и вытеснения из страны большей части еврейского населения). Движение было подавлено формированиями ORMO при участии специально сформированных рабочих отрядов типа ДНД. Крестьянство в целом осталось в стороне от конфликта. Власти посчитали прочными свои позиции в рабочей среде.
Одна из особенностей Польши заключалась в том, что в ней не проводилось массовой коллективизации и к 1955 году было «обобществлено» только 8 % сельскохозяйственных угодий. Вопрос о необходимости экономических реформ здесь тоже был поднят в 1950-е годы, но переход от слов к делу начался только в 1971 году. Особый упор был сделан на закупку новейших зарубежных технологий и расширение связей с Западом. Это дало положительный результат только на первом этапе. Затем началась инфляция, появился и начал быстро расти внешний долг. Внешняя задолженность стран «народной демократии» к 1981 г. достигла почти 100 млрд долларов. Из них четверть приходилась на Польшу. Именно она к началу 1980-х годов стала самым «слабым звеном» «мировой системы социализма».
Экономическая политика и административный произвол необратимо подорвали доверие к ПОРП именно в рабочей среде. Забастовки и беспорядки 1970—1971, вызванные повышением цен, охватили промышленный центр Труймясто. Подразделения ЗОМО и армейские части применили оружие, погибли десятки людей. Результатом стала очередная смена руководства ПОРП и экономические уступки. В 1976 волна забастовок прокатилась по Варшаве и Радому. Отличительными чертами нового этапа являлись активное участие рабочих в протестном движении и жёсткость противостояния.

### Нелегальные структуры оппозиции
Общественные настроения, особенно рабочего класса и студенчества, стимулировали формирование подпольной оппозиции. Её главными центрами стали Гданьск, Варшава и Краков. В Гданьске сложился исторический центр рабочего забастовочного протеста. В Варшаве сформировались группы интеллигенции, выступающие с социал-демократических и неотроцкистских позиций. В Кракове преобладала католическая оппозиция, консолидированная в Клубах католической интеллигенции и легальном обществе светских католиков ПАКС.
Во второй половине 1960-х в Польше действовала подпольная организация Рух, выдвинувшая радикально-антикоммунистическую программу. Рабочих и интеллигенцию леводемократического направления связывала созданная в 1976 структура Комитет общественной самообороны — Комитет защиты рабочих (КОС—КОР). Среди активистов КОС—КОР были диссиденты-марксисты Яцек Куронь, Кароль Модзелевский, Адам Михник — основатели варшавского студенческого клуба «Кривой круг». В Гданьске и Щецине действовали Свободные профсоюзы Побережья (WZZW), наиболее известными лидерами которых являлись Лех Валенса и Анджей Гвязда. В Кракове, Варшаве, Познани, Вроцлаве, Торуни активны были КИК, наиболее видной фигурой которых стал Тадеуш Мазовецкий. Особняком стояли правые националистические группы — Движение защиты прав человека и гражданина (ROPCiO) и Конфедерация независимой Польши (КНП) Лешека Мочульского, созданная 1 сентября 1979 и связанная с польской антикоммунистической эмиграцией (организация «Свободная Польша» базировалась в США). С 1977, после гибели оппозиционного активиста Станислава Пыяса, в университетских центрах действовали Студенческие комитеты солидарности.
Наиболее активной из оппозиционных организаций был КОС-КОР. Его организаторы имели большой политический опыт, в том числе подполья и преследований в 1950—1960-х. Была наработана методология социальной правозащиты, участия в трудовых конфликтах, придания политической ориентации локальным социальным протестам. Кроме того, они исповедовали левое мировоззрение, коррелирующее со стихийными демократически-социалистическими требованиями многих рабочих.
Несмотря на относительно «либеральный» характер герековского правления, милиция и Служба безопасности (СБ) осуществляла «точечно-выборочные», но жёсткие преследования оппозиционных активистов. Несколько человек были убиты «неизвестными лицами». Последней в этом ряду стала гибель молодого гданьского автомеханика Тадеуша Щепаньского, члена WZZW и личного друга Валенсы, 16 января 1980.

### Экономические манёвры правительства. Ситуация на лето 1980
Коммунистическое руководство во главе с первым секретарём ЦК ПОРП Эдвардом Гереком, напуганное событиями зимы 1970—1971 года и лета 1976, делало ставку на нейтрализацию протестов за счёт социального маневрирования. Предпринимались реальные усилия для повышения уровня жизни в стране. 1970-е годы были отмечены беспрецедентным взлётом доходов населения ПНР. Эта политика осуществлялась за счёт экономического субсидирования из СССР и массированных заимствований на Западе .
17 марта 1978 года Збигнев Бжезинский представил президенту США Джимми Картеру план дестабилизации положения в Польше. Согласно этому плану, на обслуживание внешнего долга должны были уходить до 90 % экспортной выручки ПНР. В связи с этим следовало требовать от руководства ПОРП легализации оппозиции и демократизации общества. В ходе визита президента Картера в Варшаву польские власти дали обязательство не преследовать КОС—КОР, хотя отказались его легализовать.
1 июля 1980 Политбюро ЦК ПОРП и Совмин ПНР приняли решение о централизованном повышении цен на мясные продукты. Одновременно был введён запрет на мясную торговлю для частных лиц. В ответ 8 июля начались забастовки на заводах Люблина. 15 июля 1980 люблинские рабочие вышли на многотысячные демонстрации, протестуя против повышения цен. Именно люблинские протесты в июле стали хронологическим началом событий, получивших впоследствии название «Польский Август 1980».

## Ранняя «Солидарность». Август 1980 — декабрь 1981

### Август—сентябрь 1980. Забастовочная волна, соглашения, создание «Солидарности»
Люблинские протесты, продолжавшиеся до конца июля, к середине августа перекинулись в Гданьск. Легендарная забастовка на судоверфи им. Ленина началась 14 августа 1980 года. Её инициатором выступил 20-летний рабочий Пётр Малишевский. Наряду с отменой повышения цен и гарантиями продовольственного обеспечения, рабочие потребовали восстановить на работе уволенных за участие в WZZW Леха Валенсу и Анну Валентынович, воздвигнуть памятник погибшим в декабре 1970 года, снять запрет на деятельность свободных профсоюзов, освободить политических заключённых (последний пункт внесла Гражина Куронь, активистка КОС-КОР, жена Яцека Куроня, находившегося в заключении).

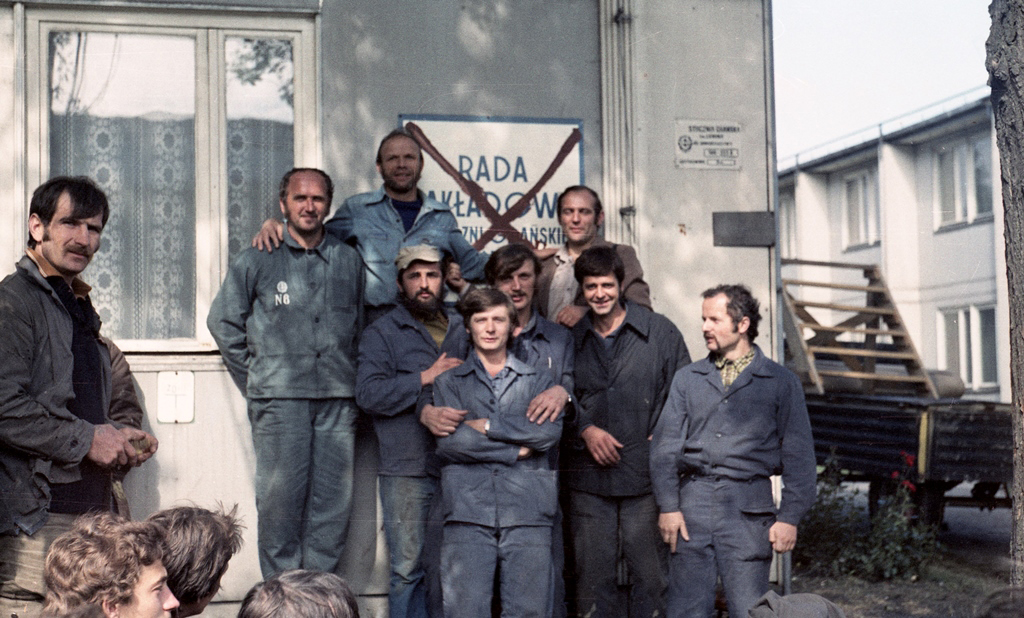
Бастующие рабочие судоверфи им. Ленина, август 1980 года. Табличка с названием официального профсоюза перечёркнута

Забастовка носила оккупационный характер: помещения предприятия были заняты рабочими, выставлены патрули, печатался информационный бюллетень. При этом, в отличие от 1970, не происходило никаких насильственных эксцессов. Было запрещено распитие спиртных напитков. Отслужена католическая месса. Рабочие исходили из установки КОС-КОР: «Не жгите их комитеты, а создавайте свои!» Утром 15 августа на предприятии появился Лех Валенса. Фактически поддержал забастовку директор Гданьской судоверфи Клеменс Гнех, предоставивший помещения, типографию и радиосвязь.

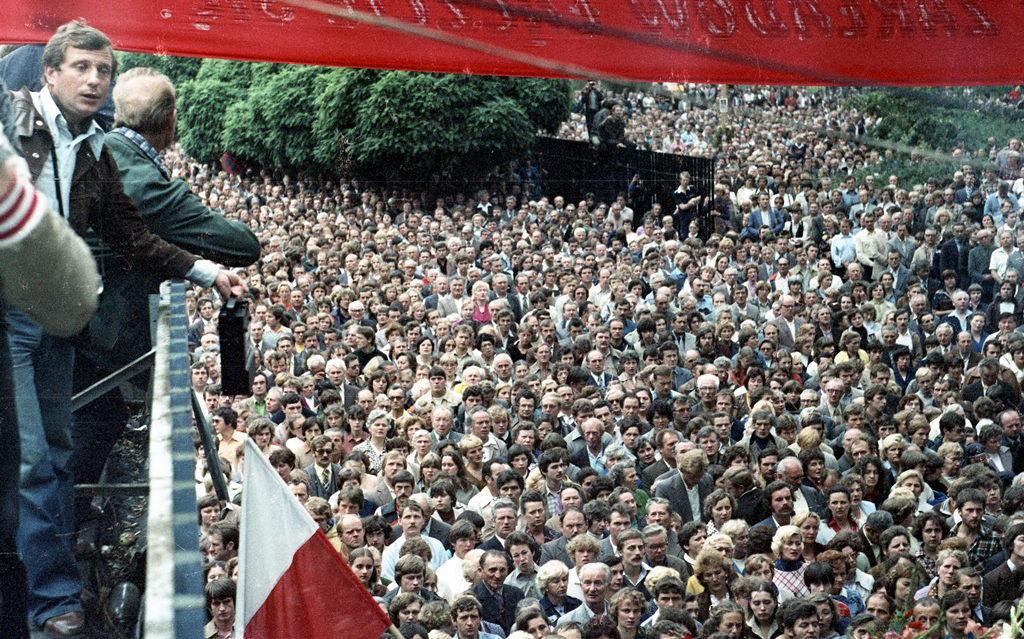
Бастующие рабочие судоверфи им. Ленина, август 1980 года

16 августа на судоверфь прибыли представители других предприятий Гданьска. Был создан Межзаводской забастовочный комитет (Гданьский MKS). 17 августа MKS сформулировал 21 postulatów — 21 требование к властям. 18 августа представители КОС-КОР и католических клубов учредили экспертный комитет при забастовщиках, возглавленный Тадеушем Мазовецким и Брониславом Геремеком.
Ещё 16-го Валенса объявил о прекращении забастовки. Он считал крупным успехом сам факт создание Комитета (под своим председательством). Рабочие склонялись согласиться. Однако вмешался непредвиденный фактор: женщины-работницы и жёны забастовщиков во главе с медсестрой судоверфи Алиной Пенковской заняли более радикальную позицию и настояли на продолжении протестов. Секретарь MKS студентка Марыля Плоньская публично назвала целью забастовки свержение коммунистического режима.
Первоначальные требования Гданьской забастовки были выдержаны в духе идей восточноевропейского «социализма с человеческим лицом». Важное место занимали требования объективно антирыночного характера — например, гарантированное продовольственное снабжение. Политическая власть компартии на том этапе не оспаривалась даже Куронем. Рабочие требовали учёта их интересов при проведении партийной политики, обеспечения социальных прав и гражданских свобод. Но при этом выдвигалось принципиальное требование: легализация независимых профсоюзов.
18 августа забастовали рабочие Щецина. Центром движения стала судоверфь им. Варского. На следующий день был создан Щецинский MKS под председательством активного участника событий 1970—1971 непримиримого антикоммуниста Мариана Юрчика. Щецинские забастовщики выдвинули свои 36 требований, которые носили более жёсткий антикоммунистический характер.
В тот же день Эдвард Герек в телевизионном выступлении вынужден был признать факты «прекращения работы на побережье» и назвал положение «кризисным». Забастовочное движение быстро распространялось по стране. К концу августа общее количество бастующих достигло 750 тысяч.
Мощь и всеохватность движения привели в растерянность руководство ПОРП. Близкий к Гереку первый секретарь Варшавского комитета ПОРП Алоизий Каркошка характеризовал ситуацию как «очень опасную» и намекал на причастность Лешека Мочульского. Первоначально правительство направило в Гданьск комиссию под руководством кандидата в члены Политбюро вице-премьера Тадеуша Пыки. Он занял жёсткую позицию, объявил забастовку незаконной, отказался признавать MKS, допустил личные выпады в адрес Анны Валентынович, Леха Валенсы и Анджея Гвязды.
Такие выступления привели к предельному обострению ситуации, что вызвало сильнейшее недовольство Эдварда Герека. 21 августа 1980 Пыка был отозван из Гданьска, после чего смещён с поста вице-премьера (а в июле 1981 исключён из ПОРП). Оперативный штаб МВД Lato’80 — созданный приказом министра внутренних дел Станислава Ковальчика во главе с известным своей жестокостью генералом Богуславом Стахурой — так и не приступил к реализации запланированных акций подавления.
21 августа в Гданьск прибыла правительственная комиссия, возглавляемая более гибким и компромиссным членом Политбюро вице-премьером Мечиславом Ягельским. За диалог и компромисс выступили партийные секретари Гданьска и Щецина — Тадеуш Фишбах и Януш Брых. Силовое подавление повсеместных массовых протестов выглядело немыслимым, особенно в контексте предшествовавшей политики умиротворения. По итогам переговоров с делегацией Гданьского MKS Ягельский произнёс ставшую исторической фразу: «Мы должны согласиться».
Пакет документов, получивший название Августовские соглашения, утверждён представителями правительства и Межзаводских забастовочных комитетов с 30 августа по 11 сентября 1980. Первым — 30 августа — было подписано Щецинское соглашение; подписали Мариан Юрчик и вице-премьер Казимеж Барциковский. Наиболее известное Гданьское соглашение подписали 31 августа Лех Валенса и Мечислав Ягельский. Ястшембское соглашение 3 сентября подписали председатель шахтёрского MKS Ярослав Сенкевич и министр машиностроительной промышленности Александр Копець. 11 сентября представители MKS металлургического комбината Хута Катовице Анджей Розплоховский и Збигнев Куписевич подписали Катовицкое соглашение с министром металлургической промышленности Францишеком Каимом.
Каждое из подписанных соглашений имело свои особенности. Наименее благоприятным для забастовщиков был первый Щецинский документ (что стало результатом умелых интриг хитроумного Барциковского). Наибольший политический радикализм содержался в Катовицком документе (отражение взглядов и темперамента Розплоховского). Наименее политизирован был Ястшембский документ (следствие умеренной позиции Сенкевича). Но фундаментальное значение имел пункт 1 Гданьского документа, так или иначе воспроизведённый и во всех остальных: Деятельность профсоюзов в ПНР не оправдала надежд и ожиданий трудящихся. Признаётся целесообразным создание новых самоуправляемых профсоюзов, которые были бы подлинными представителями рабочего класса. Эта формулировка была наиболее однозначной и позитивной для забастовщиков. За профсоюзами декларировалось право на участие в выработке социально-экономических решений, право на независимые издания, гарантировалась безопасность забастовщиков и всех их сторонников, власти обязались пересмотреть приговоры в отношении ранее репрессированных, восстановить уволенных по политическим мотивам и ограничить цензуру. На словах были приняты почти все социальные и экономические тезисы из 21 требования Гданьского MKS. Правительственная сторона настояла на изъятии из текста тезиса о непризнании руководящей роли ПОРП. Однако тезис о признании был подан в формулировке «роль в государстве», а не «роль в обществе», что также явилось серьёзной уступкой со стороны властей. Августовские соглашения во всей их совокупности были беспрецедентны для послевоенной Восточной Европы.
17 сентября 1980 года представители забастовочных комитетов, собравшиеся со всей Польши, объявили о создании Независимого самоуправляемого профсоюза «Солидарность». Временный руководящий орган — Национальную координационную комиссию, впоследствии Всепольскую комиссию — возглавили Лех Валенса (председатель), Анджей Гвязда и Рышард Калиновский. Название «Солидарность» предложил историк Кароль Модзелевский, диссидент-социалист, и бывший политзаключённый, лидер Вроцлавского профцентра и один из ведущих экспертов профсоюза.
Официальная регистрация «Солидарности» в Верховном суде ПНР состоялась 10 ноября 1980. Этому предшествовал первый серьёзный конфликт независимого профсоюза с властями. Судья Варшавского воеводского суда Здзислав Костельняк отказывался регистрировать без указания в Уставе на руководящую роль ПОРП и лично внёс этот пункт. Регистрация на таком условия была опротестована в Верховном суде. В результате трудных переговоров, которые вели с правительством Валенса и Модзелевский, удалось достичь компромисса: признание руководящей роли ПОРП, членства в Варшавском договоре и приоритета госсобственности договорились включить в особое приложение к Уставу. Однако этого не было сделано — вопрос сам собой отпал в последующих бурных событиях. Регистрация Устава состоялась в первоначальной редакции под угрозой новой забастовки.
К моменту ноябрьской официальной регистрации в «Солидарности» состояли более 7 миллионов человек. Вскоре численность возросла до 9—10 миллионов. Таким образом, был создан первый (и единственный) исторический прецедент легальной независимой общественной организации в условиях «реального социализма».

### Смена партийно-государственного руководства. Падение Герека
24 августа был отправлен в отставку председатель совета министров Эдвард Бабюх с группой руководящих деятелей, на которых возложили ответственность за «непродуманные экономические решения, приведшие к кризису». Во главе правительства Бабюха сменил Юзеф Пиньковский. Это не произвело никакого впечатления на общество и не снизило размах забастовок.
На пленуме ЦК ПОРП 6 сентября был отстранён от должности первого секретаря Эдвард Герек (формальной причиной называлось «тяжёлое заболевание», высказывались пожелания «скорейшего выздоровления»). Новым первым секретарём был утверждён Станислав Каня, до того секретарь ЦК по административным органам и силовым структурам. Он рассчитывал удержать ситуацию под контролем путём политического маневрирования и частичных уступок забастовщикам. Были сняты с должностей наиболее одиозные партийные функционеры «герековской эры», типа Здзислава Грудзеня в Катовице, Юзефа Майхжака в Быдгоще.
За несколько месяцев в «Солидарность» вступило около миллиона коммунистов, то есть каждый третий член партии. До октября 1981 состоял в ПОРП один из лидеров независимого профсоюза Богдан Лис. Известная симпатиями к «Солидарности» Зофия Гжиб в июле 1981 стала членом Политбюро. Мечислав Мочар, в прошлом один из высших партийных руководителей, одно время тесно контактировал с Ярославом Сенкевичем.
Такие факты порождали подозрения в своего рода «зубатовщине», в попытках руководства ПОРП использовать рабочее движение в собственных целях (давление на зарубежных кредиторов и советских руководителей, прикрытие трансформаций в интересах правящей элиты). Версию «„Солидарности“ как элемента дезинформационной акции» выдвигал известный перебежчик из КГБ Анатолий Голицын (он, в частности, утверждал, что в руководство «Солидарности» вошли 42 из 200 членов ЦК ПОРП). Однако Голицын не раз уличался как минимум в неточностях по конкретным фактам: например, безосновательно называл Лиса «членом ЦК» или Гжиб «лидером „Солидарности“» — что подрывает доверие к его информации.
18 февраля 2016 года польский государственный Институт национальной памяти (IPN) заявил об обнаружении пакета с документами, подтверждавшими сотрудничество Валенсы со Службой безопасности ПНР. Документы, относящиеся к 1970—1976 годам, были переданы в IPN вдовой бывшего министра внутренних дел ПНР генерала Кищака. 22 февраля 2016 года документы личного дела Валенсы были выставлены в читальном зале IPN Институте национальной памяти Польши. С другой стороны, опубликован рапорт военной контрразведки на имя Кищака, в котором отмечается, что Валенса вышел из-под контроля СБ, стал неуправляем и опасен для режима.
В то же время Эдвард Герек до конца жизни считал, что события 1980 года были инспирированы Станиславом Каней с целью занятия высшего партийного поста. Он обвинял Каню в тайных связях с Валенсой через высокопоставленного функционера СБ генерала Кшиштопорского. Массовое движение, принявшее общенациональный характер, отставной первый секретарь фактически сводил к партийной интриге.

### Социальная база «Солидарности»
Основная масса членов «Солидарности» состояла из индустриальных рабочих. Наибольшей популярностью профсоюз пользовался среди шахтёров, металлургов, транспортников, машино- и судостроителей. Главными оплотами «Солидарности» являлись судоверфи Гданьска и Щецина, угледобывающие шахты Силезии, металлургические комбинаты Катовице и Кракова, машиностроительные и ремонтные предприятия Варшавы, Вроцлава, Быдгоща, Люблина, текстильные предприятия Лодзи. К рабочим тесно примыкали в профдвижении заводские специалисты, техническая интеллигенция, многие из которых тоже включились в актив «Солидарности».
Несколько меньшим влиянием «Солидарность» располагала на предприятиях лёгкой и пищевой промышленности (особенно небольших). Эти различия объяснялись тем, что именно в тяжёлой промышленности социально-трудовые конфликты носили особенно острый характер. Там же в наибольшей степени хранились традиции профсоюзной организованности и стачечной борьбы. С другой стороны, на средних и малых предприятиях срабатывал патерналистский фактор, неформальные связи работников с администрацией.
Несколько особняком стояла строительная отрасль, где официальный профсоюз, ориентированный на ПОРП, сумел удержать позиции. Руководитель профсоюза строителей Альбин Сивак являлся членом Политбюро ЦК ПОРП и был видной фигурой «партийного бетона» — группы сторонников жёсткого подавления оппозиции. Вокруг Сивака регулярно завязывались конфликты на грани физических столкновений.
Городские служащие и значительная часть интеллигенции первоначально отнеслись к забастовочному движению с большой настороженностью. Рабочие выступления прежних лет были сопряжены с эксцессами и сильно дезорганизовывали городской быт. Их результатом становилось повышение зарплаты в промышленности, осуществляемое за счёт сдерживания доходов в непроизводственной сфере. Поэтому первые протесты лета 1980 были холодно встречены вне рабочего класса — за исключением политизированных кругов оппозиционной интеллигенции.
Но организованность и дисциплина забастовщиков, общенациональное значение большинства выдвинутых требований, изменили настроение служащих. Начался их приток в «Солидарность». Светская интеллигенция ориентировалась на идеологию КОС-КОР, католическая — на КИК. Сторону «Солидарности» приняли все творческие союзы Польши, особенно Союз журналистов во главе со Стефаном Братковским. Однако в польской интеллигенции существовал заметный слой аффилированный с аппаратом ПОРП (партийные журналисты и лекторы, преподаватели марксистско-ленинской философии, социологи-политологи, деятели культуры соцреализма). Эти группы относились к «Солидарности» с нескрываемой враждебностью.
Частнособственническое индивидуальное крестьянство оказалось в целом лояльно режиму. Признание коммунистическим правительством наследственных прав на земельные участки в значительной степени дезактулизировало протесты на селе. Однако созданная весной 1981 Сельская Солидарность охватила до половины фермерских хозяйств. Активисты польской деревни требовали социального полноправия и сохранения католических традиций.
Учащаяся молодёжь с энтузиазмом поддержала «Солидарность». В этой среде наблюдалось тяготение к радикальным оппозиционным организациям, подобным Независимому союзу студентов и Конфедерации независимой Польши.

### Идейно-политические течения в «Солидарности»
Идеология ранней «Солидарности» основывалась на двух главных источниках: идеях демократического социализма и католической социальной доктрине.
Источником левых социал-демократических и социалистических влияний являлся для «Солидарности» КОС-КОР, основатели которого начинали убеждёнными марксистами. Их идеалом было рабочее самоуправление в экономике, соединённое с политической демократией. Политический процесс в ПНР они рассматривали в марксистских категориях классовой борьбы пролетариата с правящей коммунистической бюрократией.
В то же время Яцек Куронь и Кароль Модзелевский занимали умеренную позицию в конкретных политических вопросах. Они всячески старались избежать лобовой конфронтации с ПОРП (членами которой оба являлись в молодости). Куронь рассчитывал на компромисс с частью партийно-государственного руководства. Модзелевский разработал концепцию постепенного оттеснения бюрократии от власти через максимальное развитие общественного самоуправления на основе структур «Солидарности». Этой же линии придерживался Валенса, исходивший из стихийного тред-юнионизма большинства рабочих.
При этом часть активистов КОС-КОР занимала иные — либеральные — позиции. Однако либерализм касался в основном социально-культурных и политических сфер. Даже такой деятель, как профессор-экономист Эдвард Липиньский, являлся ветераном польского социалистического движения. Осенью 1981 он и его единомышленники заявляли, что экономические трудности Польши могут быть преодолены распространением частной собственности на средства производства. Но и такие весьма умеренные взгляды характеризовали меньшинство идеологов польской оппозиции. Антикоммунизм большинства из них имел социалистическую природу.
Большая часть населения Польши, в том числе рабочего класса — верующие и практикующие католики. Социальное учение польской церкви уходит корнями в движение «хадеции» 1920-х, основываясь на принципах солидаризма и субсидиарности. В «Солидарности» эти идеи, распространяемые КИК, органично сочетались с тред-юнионизмом верующих рабочих.
Уже осенью 1980 в профсоюзном активе сформировалась многочисленная и активная группа радикальных «фундаменталистов „Солидарности“». В неё вошли вожаки августовских забастовок, выдвинутые спонтанным движением. Эти люди отличались крайним антикоммунизмом и враждебностью к режиму. В большинстве случаев они придерживались правых либеральных либо национал-консервативных взглядов, стояли на позициях социального католицизма. Наиболее известными «новыми оппозиционерами» были щецинский пожарный Мариан Юрчик, быдгощский инженер Ян Рулевский, варшавский металлург Северин Яворский, катовицкий слесарь Анджей Розплоховский, лодзинский химик Гжегож Палька, варшавский механик Збигнев Буяк, возглавлявший организацию «Солидарности» на тракторном заводе «Урсус» и в столичном регионе Мазовше. К этой группе относился гдыньский слесарь-судостроитель Анджей Колодзей, в августе 1980 заместитель председателя MKS. «Фундаменталистом» являлся Анджей Гвязда — давний диссидент левоцентристских взглядов.

«Солидарность» должна, как огромный молот, разбивать тоталитарную систему.

Ян Рулевский

Радикальные «фундаменталисты» выступали за открытую конфронтацию с режимом ПОРП. Они были уверены, что массовая поддержка гарантирует победу даже в столкновении с силовыми структурами государства. Их позиции чем дальше, тем больше входили в противоречие с установками Куроня, Модзелевского и Валенсы. Особенно остро конфликтовали с Валенсой такие деятели, как Колодзей и Яворский. Сказывались и различия во взглядах между социалистами и правыми католиками. Однако идеология «Солидарности» сглаживала теоретические разногласия на общей платформе солидаризма.

### Осень 1980. Социальный подъём и начало противостояния
Осень 1980 года прошла в Польше под знаком общественной эйфории от обретения некоторых гражданских свобод и значительного смягчения цензуры. Этому способствовало
- признание властями общенационального независимого профсоюза, официальная регистрация «Солидарности»
- освобождение ряда политзаключённых (в основном представителей «коскоровского» направления; репрессии против непримиримых антикоммунистов-«конфедератов» продолжались)
- снятие многочисленных цензурных ограничений, легализация де-факто общественно-политических групп, относительная свобода дискуссий, публикаций и собраний
- обещания правительства расширить полномочия парламента (по смыслу — за счёт руководства ПОРП)
- обсуждение планов экономической реформы, направленной на расширение самостоятельности предприятий

15-16 месяцев между подписанием Августовских соглашений и введением военного положения был назван Karnawał Solidarności — «Карнавал „Солидарности“» (партийная пропаганда предпочитала термины «балаган» и «свистопляска»). В этом выражался всплеск социального оптимизма и бытовой жизнерадостности, характерный для того периода. Существует, однако, мнение, что «карнавальная» характеристика исходила от Валенсы и его окружения: эта группа намекала на отсутствие политического опыта и наивность профсоюзных масс, резервируя за собой полномочия политических решений.
В то же время в ПОРП консолидировалось консервативно-догматичное крыло, вскоре получившее название «партийный бетон». Основными лидерами «бетона» являлись члены Политбюро Тадеуш Грабский, Стефан Ольшовский, Мирослав Милевский, Владислав Кручек, секретарь ЦК Здзислав Куровский, первые секретари Варшавского и Катовицкого воеводского парткомитетов Станислав Кочёлек и Анджей Жабиньский. Сторону «бетона» занимали высшие чины МВД и армейского командования. Их поддерживало партийно-государственное руководство СССР, возмущённое «легализацией антисоциалистических сил в Польше» (в первую неделю декабря обсуждался план массированного ввода советских войск на территорию Польши). Сходные настроения доминировали в номенклатуре ПОРП среднего звена.
Однако большая часть партийных руководителей вначале либо делала ставку на политические манёвры (первый секретарь ЦК Станислав Каня), либо пребывала в растерянности (глава правительства Юзеф Пиньковский). Приходилось также учитывать членство в «Солидарности» миллиона членов ПОРП. В парторганизациях ПОРП создавались «горизонтальные структуры», ориентированные на сотрудничество с новым профдвижением (ярким примером такой позиции являлась краковская «Кузница»). Толчком к их созданию стала августовская забастовка в Торуни: лидер забастовочного комитета на заводе Towimor член ПОРП Збигнев Иванув призвал к демократизации партии и встретил заметный отклик. В высшем руководстве покровительство «горизонталям» оказывал член Политбюро Анджей Верблан. Поддерживал «горизонтали», выступал за диалог и взаимодействие с «Солидарностью» новый заведующий отделом печати, радио и телевидения ЦК Юзеф Класа, санкционировавший расширение пространства политических дискуссий. Из региональных секретарей сотрудничество с «Солидарностью» пытались наладить Тадеуш Фишбах в Гданьске, Эдвард Скшипчак в Познани, в меньшей степени Кристин Домброва в Кракове.
«Солидарность» активно выполняла защитную функцию профсоюза. В период с сентября 1980 по декабрь 1981 было организовано около 150 крупных забастовок всепольского и регионального масштаба. Выдвигались требования повышения зарплаты, улучшения условий труда, признания социальных прав и самоуправленческих органов, выражалась солидарность с другими бастующими. Отраслями-эпицентрами стачечного движения являлись угледобыча и металлургия (горно-металлургический комплекс Силезии с центром в Катовице), судостроение (верфь им. Ленина в Гданьске, верфь им. Варского в Щецине), машиностроение (заводы в Варшаве, Вроцлаве, Быдгоще, Люблине). ПОРП и КПСС расценивали происходящее как «беспрецедентный по масштабам забастовочный террор».
С конца 1980 была начата кампания, получившая всепольский размах в начале 1981 — явочное объявление второго выходного, невыход на работу по субботам (в ПНР действовала шестидневная рабочая неделя). Этот призыв был широко подхвачен на предприятиях госсектора.
Важной вехой событий стало открытие 16 декабря 1980 памятника гданьским рабочим, погибшим в результате расстрела 1970 года. Мероприятие носило политический характер и вызвало массовый всплеск антикоммунистической оппозиционности.

### Начало 1981: нарастание конфронтации
Конституционно закреплённый принцип «руководящей роли ПОРП» был несовместим с независимым общественным движением. Численность консервативно-коммунистического «бетона» — партийные администраторы, хозяйственная бюрократия, функционеры старых профсоюзов, система МВД (объединявшая милицию и госбезопасность), пропагандистские службы, значительная часть офицерского корпуса — доходила до полумиллиона человек. Создавались догматические марксистско-ленинские и национал-коммунистические организации: Катовицкий партийный форум философа Всеволода Волчева и шахтёра-«ударника» Герарда Габрыся, Варшава 80 философа Тадеуша Ярошевского, Патриотическое объединение «Грюнвальд» ветерана спецслужбы Францишека Цымбаревича и режиссёра Богдана Порембы, Познанский форум коммунистов директора завода Яна Маерчака, Движение щецинских коммунистов писателя Иренеуша Каминьского, Коммунистический союз польской молодёжи Павла Дарчевского и ряд других. Координирующую функцию взяла на себя Ассоциация «Реальность» журналиста и кинематографиста Рышарда Гонтажа.
Эти структуры были немногочисленны, невлиятельны в обществе, но активны и агрессивны. Им покровительствовали крупные партийные руководители — Тадеуш Грабский, Стефан Ольшовский, Анджей Жабиньский, Станислав Кочёлек, Зыгмунт Найдовский, Казимеж Цыпрыняк, Влодзимеж Мокжищак. С конца 1980 года стали множиться открытые конфликты между активом «Солидарности» и партийно-бюрократическим аппаратом, представители которого, оправившись от летне-осеннего шока, принимали меры к сохранению своего привилегированного положения.
15 января 1981 возглавляемая Валенсой делегация «Солидарности» посетила Ватикан и встретилась с Папой Римским Иоанном Павлом II (бывший архиепископ Кракова Кароль Войтыла). Была символически подтверждена поддержка независимого профсоюза со стороны католической церкви. (Хотя польский епископат, исходивший из своего понимания национальных интересов, не одобрял массовую забастовочную активность.)
11 февраля 1981 председателем совета министров ПНР был утверждён генерал армии Войцех Ярузельский, сохранивший за собой пост министра национальной обороны. Это назначение встретило поддержку в обществе. Профессиональный военный, Ярузельский не ассоциировался с партийным аппаратом и рассматривался как адекватный партнёр для «Солидарности». В то же время становилось очевидным, что руководство ПОРП как минимум обдумывает планы силового решения.
Забастовки приобретали политическую окраску и всё более конфликтный характер. Призыв нового главы правительства обеспечить «90 спокойных дней» был понят как следование номенклатурным интересам и не встретил понимания в обществе. 6 марта 1981 началась крупная забастовка в Радоме: профцентр «Солидарности» во главе Анджеем Собераем, требовал отставки первого секретаря воеводского комитета ПОРП Януша Прокопяка, воеводы Романа Мацьковского и воеводского коменданта милиции полковника Мозгавы. Все трое участвовали в подавлении протестов 1976 года и были крайне непопулярны. 17 марта 1981 — после общегородского митинга с участием Леха Валенсы — Прокопяк, Мацьковский и Мозгава были сняты с постов.

### Март 1981. Быдгощский кризис
Острый кризис возник в марте 1981. На селе разворачивалось движение за создание независимого профсоюза крестьян-единоличников Сельская Солидарность. Власти, рассматривавшие деревню как свой стабильный оплот, отказывались регистрировать движение. Быдгощская профцентр «Солидарности» во главе с Яном Рулевским активно поддержал движение за крестьянский профсоюз и организовал 16 марта забастовку поддержки. На 19 марта было назначено заседание воеводского совета с участием вице-премьера Станислава Маха.

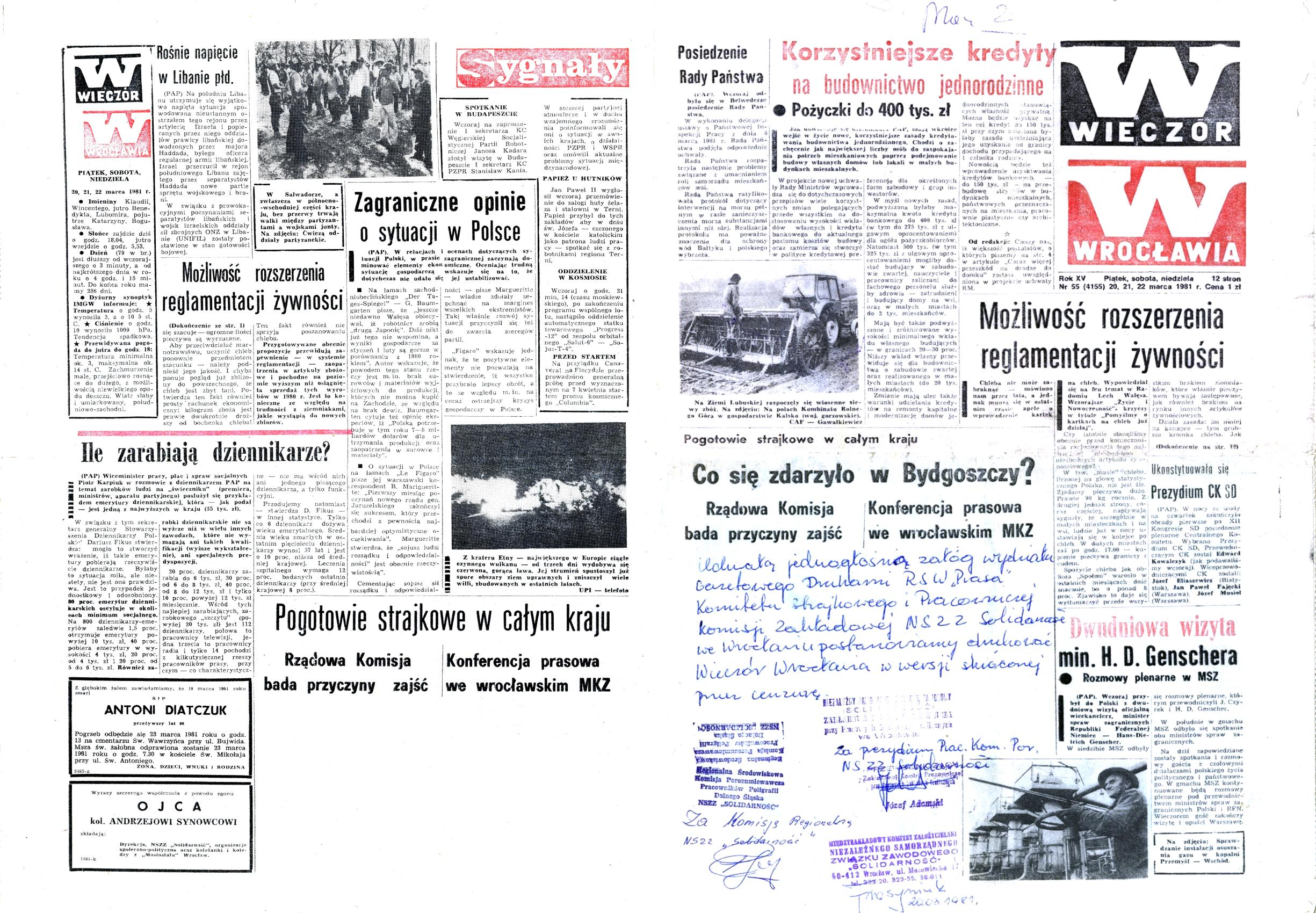
Газета «Wieczór Wrocławia» от 20-22 марта 1981 г. со снятой цензурой статьёй об инциденте в Быдгоще (под заголовками «Co zdarzyło się w Bydgoszczy? — Pogotowie strajkowe w całym kraju» («Что случилось в Быдгощи? — Подготовка общенациональной забастовки»).

В ходе заседания представители «Солидарности» во главе с Яном Рулевским были жестоко избиты милицией.
Представители «партийного бетона» и чины силовых структур решили нанести удар по «Солидарности» общегосударственного значения. Место и повод были избраны не случайно: Быдгощский профцентр под руководством Яна Рулевского, Антония Токарчука, Кшиштофа Готовского, наряду со Щецинским и Катовицким, отличался особым радикализмом, антикоммунистическим напором и при этом управленческой компетентностью. План СБ по срыву создания крестьянского профсоюза согласован в Политбюро и утверждён заместителем министра внутренних дел генералом Стахурой. В Быдгощ стянулись усиленные наряды милиции, батальон ЗОМО и опергруппы СБ. Исполнение курировали прибывшие из Варшавы полковник Платек и полковник Велох, воеводский комендант милиции полковник Коздра, заместитель коменданта по СБ полковник Дрында.

Это было нападение, организованное ПОРП. Компартия пребывала в страхе перед распространением революции из города на село. Утверждения, будто применить силу решили местные власти, ложь. Из письма Ярузельского и других документов вывод однозначен: решали на уровне Политбюро.

Ян Рулевский (интервью российской Новой газете)

19 марта 1981 на сессии Быдгощского воеводского совета произошло физическое столкновение активистов с милицией и ЗОМО. Ян Рулевский и крестьянские активисты Михал Бартоще и Мариуш Лабентович оказались в больнице с серьёзными травмами. По всей Польше прокатилась волна протестов. Всепольская комиссия «Солидарности» — руководящий орган профсоюза, сформированный делегированием от предприятий — назначила на 31 марта всеобщую забастовку. Были выдвинуты требования наказать виновных в быдгощском избиении и легализовать «Сельскую Солидарность».
Интенсивные переговоры закончились промежуточным решением: всеобщая забастовка была отменена, но проведена всепольская четырёхчасовая предупредительная забастовка. В ней приняли участие от 13 до 17 миллионов человек, что значительно превышало численность «Солидарности». Эта крупнейшая акция в истории рабочего движения продемонстрировала апогей мощи «Солидарности». 12 мая был легализован профсоюз индивидуальных фермеров «Солидарность».
Радикальные активисты профсоюза резко критиковали Валенсу за отказ от всеобщей забастовки — которая, по их мнению, привела бы к падению партийного режима. Быдгощский кризис события явился репетицией силового варианта со стороны руководства ПОРП. В обществе события воспринялись как проба сил номенклатуры в противостоянии с «Солидарностью».

Это было небольшое военное положение. Комиссары Бонк и Пшибыльский, а за их спиной Ярузельский, Каня и Ольшовский.

### Лето—осень 1981. Ужесточение
Экономическое положение в стране продолжало ухудшаться. Инициированное «Солидарностью» движение самоуправленческих органов — рабочих советов (Rada Robotnikow) блокировалось администрациями предприятий и партийными органами. Результатом становились конфликты, забастовки и взаимоисключающие решения, дезорганизующие производственный процесс.
В то же время, самоуправленческие установки и политическая либерализация позитивно воздействовали массовое сознание, в том числе в производственно-экономической сфере:

Люди начинали заботиться о модернизации производств, на которых трудились.
— Владислав Фрасынюк, руководитель профцентра «Солидарности» во Вроцлаве и Нижней Силезии
В этом состояло важное отличие «Каранавала Солидарности» (Karnawał Solidarności — август 1980 — декабрь 1981, особенно эйфорический период осени 1980 — осени 1981) от «шоковой терапии» 1990 года.
Движение рабочего самоуправление, спаянное с «Солидарностью» и особенно активное в радикально антикоммунистическом Щецинском профцентре вызывало особую тревогу номенклатуры. Леонид Брежнев в разговоре со Станиславом Каней отмечал факты отстранения «законно назначенных» администраций и задавался вопросом, какие принимаются меры для предотвращения прихода «Солидарности» к власти в масштабах страны. После Быдгощского марта изменились и общественные настроения: возникла ответная агрессивность, физическое насилие со стороны «Солидарности» не применялось, но функционеры партаппарата и МВД подвергались жёсткой обструкции.
С 1 апреля 1981 было введено карточное нормирование продажи мяса (в данном случае решение правительства полностью соответствовало одному из требований Гданьской забастовки августа 1980). С мая по карточкам стало отпускаться также масло, мука, крупы и молоко. Обеспечить отоваривание карточек не удавалось. Усилился дефицит продовольствия и всех видов потребительских товаров. Лето 1981 было названо в Польше «голодным». 23 июля ЦК ПОРП и правительство приняли решение о сокращении норм продовольственного снабжения (особенно мясными продуктами) с одновременным повышением цен. Ответом стали массовые демонстрации «голодного протеста». В них участвовали по всей стране десятки тысяч человек, преимущественно женщины-работницы. Крупнейшая из таких демонстраций состоялась 30 июля в Лодзи (около 50 тысяч, по другим оценкам до 100 тысяч).
Незадолго до начала «голодных маршей» 14—20 июля 1981 состоялся IX чрезвычайный съезд ПОРП. Ян Рулевский призывал отметить партсъезд забастовкой протеста и встретил в этом значительную поддержку рядовых членов профсоюза. Умеренные лидеры с большим трудом предотвратили эту акцию. На съезде возникла резкая полемика между представителями «партийного бетона» и «горизонтальных структур» (около 20 % делегатов были рабочими и членами «Солидарности»). Несмотря на многочисленные агрессивные выступления номенклатурных делегатов, тональность ряда руководящих речей выдерживалась в основном в примирительных тонах. Большой резонанс получило выступление близкого к генералу Ярузельскому вице-премьера Мечислава Раковского, призвавшего к созданию широкой общественной антикризисной коалиции. Были выведены из ЦК такие лидеры «бетона», как Грабский, Жабиньский, Куровский, Найдовский. В Политбюро появилась «либеральная четвёрка» сторонников диалога — Хиероним Кубяк, Ежи Романик, Ян Лабенцкий, Зофия Гжиб. С другой стороны, членом Политбюро стал генерал госбезопасности Милевский, получивший должность секретаря ЦК, курировавшегo карательные органы. МВД возглавил близкий к Ярузельскому генерал Чеслав Кищак. Главным же итогом чрезвычайного съезда, по словам самого Кани, стало избрание в партийное руководство не бывалого прежде количества «товарищей в погонах» — армейских и милицейских чинов.
К осени 1981 года в «Солидарности» состояло до 10 миллионов поляков. Организации действовали по всей стране, наиболее сильные базировались на крупнейших промышленных предприятиях. С профсоюзом были аффилированы Сельская Солидарность, Независимый союз студентов, движение рабочих советов, оппозиционные политические группы. По инициативе поручика Виктора Микусиньского, сержанта Иренеуша Сераньского, подпоручика Юлиана Секулы, капрала Мирослава Басевича, плутонового Збигнева Жмудзяка была предпринята попытка создания независимого профсоюза даже в гражданской милиции. Ухудшающееся положение в стране побуждало профобъединение к разработке собственной антикризисной программы. В общих чертах она сводилась к передаче власти общенациональному органу самоуправления — Общественному Совету Народного Хозяйства — создаваемому прямым делегированием от трудовых коллективов. На конец сентября был назначен I съезд «Солидарности».
В августе-сентябре руководство ПОРП в целом определило ставку на силовое подавление. Этому способствовали жёсткие требования руководства КПСС во главе с Брежневым. В августе Каня и Ярузельский выслушали серьёзные претензии на крымской даче Брежнева. 15 сентября в телефонном разговоре Брежнева с Каней прозвучало последнее предупреждение. В те же дни на пленуме ЦК ПОРП представители «бетона» подвергли жёсткой критике умеренные позиции Кани и Барциковского. Столичный партийный секретарь Кочёлек, известный как участник кровопролития в декабре 1970, высказался за подавление «Солидарности» военным насилием, даже ценой «нескольких тысяч жертв, которые предотвратят море крови».

### I съезд «Солидарности»
I общенациональный съезд профсоюза «Солидарность» проходил в Гданьске в два этапа: 5—10 сентября и 26 сентября — 7 октября 1981 года. 898 делегатов представляли 37 воеводств ПНР. Наибольшее представительство имела Силезско-Домбровская региональная организация — трёхмиллионный профцентр шахтёров и металлургов: 106 делегатов.
Несмотря на значительное преобладание среди членов профсоюза, индустриальными рабочими являлись 47 % делегатов (для сравнения, среди делегатов IX съезда ПОРП рабочих было 20 %, и это совпадало с долей членов «Солидарности»), 33 % — представителями интеллигенции, остальные — работниками сферы услуг, крестьянами, студентами, самостоятельными производителями. При этом свыше половины делегатов имели высшее образование, среди них 49 докторов наук, 11 хабилитированных докторов, 1 профессор (Эдвард Липиньский). 132 делегата (около 15 %) были членами ПОРП, 23 — аффилированных партий (16 — Объединённой крестьянской, 7 — Демократической). Более 50 % делегатов были моложе 35 лет. Более 90 % делегатов — мужчины, женщин среди них было 64.

Атмосфера, царившая с первого дня съезда, не была похожа на жёсткие и формализованные регламенты Польской Народной Республики. «На съезде царила общая радость демократии; можно было захлебнуться», — вспоминал один из делегатов. Другие подчёркивали веру участников в свою независимость от властей.

Католическую мессу отслужил примас Польши кардинал Юзеф Глемп. С приветственным словам выступил Лех Валенса. От имени правительства выступил министр по делам профсоюзов Станислав Чосек, зачитавший послание вице-премьера Мечислава Раковского.
Съезд утвердил главный программный документ ранней «Солидарности»: Samorządna Rzeczpospolita — «Самоуправляемая республика» — разработанный экспертной группой во главе с профессором Геремеком. Программа основывалась на соединении производственного и общественного самоуправления с гражданским, политическим и мировоззренческим плюрализмом. Были разработаны и внесены конкретные предложения по преодолению социально-экономического кризиса. «Солидарность» выразила готовность к сотрудничеству с правительством в антикризисной политике. Было выдвинуто требование свободных демократических выборов сейма и местного самоуправления. Поддержана инициатива независимого профсоюза сотрудников милиции, на съезде с большим успехом выступил представитель профсоюза Збигнев Жмудзяк.
8 октября было принято Обращение к трудящимся Восточной Европы (текст написал активист калишского профцентра Богуслав Слива), содержавшее призыв к созданию свободных профсоюзов. Эта декларация вызвала особое раздражение в правящих кругах стран Варшавского договора. КПСС, СЕПГ, КПЧ, РКП, БКП, ВСРП усмотрели в обращении «Солидарности» серьёзную опасность.

Делегаты, собравшиеся в Гданьске на I съезд независимого самоуправляющегося профсоюза «Солидарность», приветствуют рабочих Албании, Болгарии, Венгрии, Германской Демократической Республики, Румынии, Чехословакии и всех народов Советского Союза и выражают им свою поддержку. Как первый независимый профсоюз в нашей истории, мы глубоко ощущаем единство наших судеб. Заверяем вас, что вопреки лжи, распространяемой в ваших странах, мы являемся подлинным 10 миллионным представительством трудящихся, возникшим в результате рабочих забастовок. Наша цель — борьба за улучшение существования всех трудящихся. Мы поддерживаем тех из вас, кто решился вступить на трудный путь борьбы за свободное профсоюзное движение. Мы верим, что уже скоро ваши и наши представители смогут встретиться, чтобы обменяться опытом.

Обращение I съезда «Солидарности» к трудящимся Восточной Европы

На съезд были переданы приветственные послания советской Группы диссидентов социалистов (текст написали Павел Кудюкин и Андрей Фадин) и румынского рабочего-диссидента Юлиуса Филипа.
Делегаты утвердили состав Всепольской комиссии «Солидарности». На альтернативной основе избирался председатель профсоюза. 2 октября председателем был избран Лех Валенса. За него проголосовали 462 делегата (55 %), за Мариана Юрчика — 201 (24 %), за Анджея Гвязду — 74 (9 %), за Яна Рулевского — 52 (6 %). Таким образом, большинство делегатов высказались за умеренный курс Валенсы, а среди «фундаменталистов» носитель консервативно-католической позиции Юрчик был популярнее социал-демократа Гвязды и правого либерала Рулевского.
В ходе съезда было принято решение о самороспуске КОС-КОР — «поскольку „Солидарность“ переняла функции и кадры Комитета». Куронь, Михник, Модзелевский, Геремек, Липиньский и другие эксперты-интеллектуалы окончательно стали членами и сотрудниками профсоюза. С другой стороны, формальное самоупразднение Комитета открывало организационную нишу для политизированных активистов. В сентябре по инициативе Войцеха Зембиньского учредились Клубы службы независимости, задуманные как правоконсервативное национал-католическое крыло профобъединения. Спустя два месяца Куронь, Михник и Буяк отреагировали заявлением о создании Клубов Самоуправляемой Речи Посполитой — Свобода, Справедливость, Независимость, призванных консолидировать социал-демократическое направление. Выделилась также группа «Настоящие поляки» варшавского механика-конструктора Павла Незгодского — крайне правая националистическая по идеологии и ориентированная на подпольную антикоммунистическую борьбу. В текстах «Настоящих поляков» много говорилось о польских национальных восстаниях, католических традициях, Иоанне Павле II, но отсутствовали упоминания о КОС-КОР.
Среди многочисленных документов съезде — об освобождении политзаключённых, о положении национальных меньшинств, о развитии национальной культуры, о социальной политике, о кооперации, о печати и других — отдельно было принято заявление протеста против «психологической борьбы с нацией». Резолюция осуждала развёрнутую властями кампанию устрашения — угрозы применения силы против оппозиции, жёсткую обработку армейской молодёжи, пропаганду ненависти и конфронтации.

Подчёркиваем, что наш Союз не стремится к кровавому противостоянию. Наше единственное оружие — это сила убеждения в защите наших прав и готовность прекратить работу при угрозе общественным интересам. У нас нет и не будет танков, дубинок и других мер принуждения.

### Октябрь—ноябрь 1981. Падение Кани, возвышение Ярузельского. Предельное обострение
Органы СБ продолжали свои «дезинтеграционные мероприятия» (особое значение придавалось «оперативным подходам к Валенсе»). Непосредственными откликами на съезд «Солидарности» стали жёсткие установки партийно-государственных и военно-милицейских руководителей. 9 сентября генерал Сивицкий провёл совещание Генштаба, где сообщил о возможном введении военного положения. 13 сентября генерал Кищак на заседании Комитета национальной обороны (KOK) при Совете министров ПНР объявил «состояние военной угрозы». Секретарь KOK генерал Тучапский представил конкретный план военного положения. По указанию Кищака были приведены в готовность формирования ORMO. Генерал Стахура приступил к формированию спецгрупп МВД для превентивных арестов, конвоя и охраны для лагерей интернирования. В ограниченных масштабах, но началась раздача оружия партактиву. С 1 октября в польских городах началось армейское патрулирование. Власти приучали население к повседневному присутствию военных. 16 сентября Политбюро ЦК ПОРП опубликовало заявление «Против политических авантюр и попытки разрушить социалистическое государство». Со своей стороны, сейм ПНР принял 25 сентября демонстративно антипрофсоюзные законы «О самоуправлении» и «О госпредприятии».
18 октября 1981 пленум ЦК ПОРП отстранил от должности первого секретаря Станислава Каню, чья половинчатая политика (нежелание применять силовые меры) вызывала всё большее раздражение польской номенклатуры и советского руководства. На его место заступил склонившийся к военному решению генерал Ярузельский, сохранивший посты главы правительства и министра обороны. Создалась единоличная концентрация партийной, административной и военной власти. Партаппарат продемонстрировал ставку на спасение режима с помощью военной диктатуры.
Решение пленума получило одобрение в Москве. Ярузельский же воспринимался как сильный политик, способный овладеть положением. Партийно-государственное руководство СССР склоняло его к более активным действиям против «антисоциалистических сил». По линии министерства обороны проводились интенсивные консультации с командованиями вооружённых сил ГДР и ЧССР. Однако непосредственное вмешательства в польские события по модели августа 1968 признавалось крайне нежелательным.
Партийные СМИ повели кампанию против «Солидарности», обвиняя профсоюз в покушении на «реальный социализм» и «руководящую роль партии». Сами по себе эти обвинения были обоснованы: принцип самоуправляемой республики несовместим с партократией и централизованной экономикой.
23 октября Всепольская комиссия «Солидарности» объявила о проведении генеральной часовой забастовки. Поводом являлась крайне напряжённая ситуация на продовольственном рынке в преддверии зимы (карточная система привела к тотальному дефициту и взвинчиванию спекулятивных цен). Забастовка состоялась 25 октября с 12:00 до 13:00. Масштабы были несколько меньшими, чем 27 марта, однако вновь продемонстрировали «силу и сплочённость» (оценка Всепольской комиссии, данная 29 октября). Этой акцией «Солидарность» подавала Ярузельскому сигнал об опасности силовых мер.
27 октября произошла провокация на шахте «Сосновец» — в результате распыления отравляющего вещества около шестидесяти человек попали в больницы. Семнадцать дней на шахте продолжалась забастовка: комитет «Солидарности» во главе с Войцехом Фигелем требовал расследования и наказания виновных. Только личная просьба Валенсы позволила завершить акцию протеста.
4 ноября Лех Валенса, Войцех Ярузельский и кардинал Глемп провели встречу втроём. Была предпринята последняя попытка найти общественный компромисс и выработать общий антикризисный курс. Ярузельский предлагал формирование «Фронта национального согласия» под эгидой ПОРП. «Солидарность» всё твёрже настаивала на переходе власти к трудовым коллективам, организованным в Общественный совет народного хозяйства. Коммюнике по итогам встречи было выдержано в расплывчатых выражениях и свидетельствовало о несовместимости позиций даже при посредничестве костёла. Стало очевидным, что компартия категорически отказывается от раздела власти с организованной оппозицией. Руководство ПОРП и правительство приступили к подготовке правовых основ введения режима ЧП.
11 ноября, в День независимости, во всех городах Польши состоялись массовые шествия «Солидарности», КНП и Независимого союза студентов. Варшавские марши «конфедератов» и студентов производили впечатление целенаправленной демонстрации силы и готовности к столкновению. Ранее Независимый союз студентов продемонстрировал свои возможности, проведя энергичную кампанию вузовских забастовок за отмену преподавания идеологических дисциплин (среди лидеров студенческих забастовок был Мацей Куронь, сын Яцека Куроня).
24 ноября объявили оккупационную забастовку курсанты Высшего пожарного училища в Варшаве. Их поддержали рабочие во главе с вице-председателем столичного профцентра «Солидарности» Северином Яворским и активисты независимого профсоюза сотрудников милиции, вообще отличавшиеся радикальной позицией и склонностью к решительным действиям. Для подавления забастовки 2 декабря ЗОМО пришлось использовать вертолёт. Эти события особенно напугали верхушку ПОРП, поскольку продемонстрировали влияние оппозиции в военизированной среде. Силовая конфронтация сделалась вопросом ближайших дней.

### Начало декабря 1981. Перед столкновением. Радом и Гданьск
3 декабря 1981 президиум Всепольской комиссии «Солидарности» собрался на экстренное совещание в Радоме. Подчёркнуто «военно-полевой» формат подавления курсантской забастовки усилил в «Солидарности» позиции радикального крыла. Впервые речь шла о подготовке к открытому силовому противостоянию с ПОРП и правительством.
Было известно, что Совмин готовится внести в сейм закон, наделяющий правительство чрезвычайными полномочиями и фактически запрещающий забастовки. Президиум «Солидарности» запланировал на этот случай 24-часовую забастовку протеста с переходом во всеобщую бессрочную. Рулевский предложил выразить недоверие правительству и сформировать временный орган общественной власти. Прозвучали жёсткие высказывания о необходимости скорейшего создания боевых групп на случай физических столкновений с силовиками ПОРП. Выработанная совещанием «Радомская платформа» требовала от властей публичного отказа от чрезвычайных мер.
Валенса в очередной раз пытался снизить накал, но это не удавалось. Со стороны Яворского в его адрес прозвучали прямые угрозы. Председатель профсоюза вынужден был признать:

Конфронтация неизбежна, конфронтация будет.

Весь ход радомского совещания контролировался оперативниками V департамента СБ. Сексот Элигиуш Нашковский тайно сделал магнитофонную запись. Этот материал был широко опубликован в партийных СМИ. Власти обвинили «Солидарность» в намерении «громить партию». Именно на Радом впоследствии ссылался Ярузельский как на «прямую причину» введения военного положения. При том, что жёсткая тональность радомских выступлений была порождена нескрываемой ориентацией партийных властей на силовой вариант.
Следующая неделя была отмечена интенсивными мобилизационными мероприятиями «Солидарности». В профорганизациях проводились собрания, выражавшие поддержку «Радомской платформе». Наиболее характерной была резолюция коллектива щецинской судоверфи имени Варского:

Мы решительно отбрасываем идею Фронта национального согласия и требуем, чтобы на период до свободных выборах власть была передана Общественному совету народного хозяйства.

В ряде профцентров формировались дублирующие руководящие органы на случай ареста действующих руководителей (однако заранее создать оперативно действенные подпольные структуры почти нигде не удалось). В то же время активисты «Клубов самоуправляемой Речи Посполитой» ещё рассчитывали на сохранение легальности и приступали к формированию Польской партии труда — открытого политического крыла «Солидарности». Несмотря на усиленный поиск, органы МВД так и не обнаружили за «Солидарностью» признаков подготовки к насильственным действиям.
11—12 декабря 1981 в Гданьске собралась Всепольская комиссия «Солидарности». Почти все её члены поддержали «Радомскую платформу». На 17 декабря были назначены массовые профсоюзные демонстрации по всей Польше. Против выступил только Анджей Гвязда, считавший, что момент для решительного выступления был упущен весной. Лех Валенса отказался от участия в голосовании.
12 декабря в комитетах ПОРП, комендатурах милиции, управлениях СБ и армейских частях вскрывались запечатанные пакеты. Капитан гданьской СБ Адам Ходыш, тайно сотрудничавший с диссидентами и «Солидарностью», передал Александру Халлю информацию для Леха Валенсы: в ближайшие часы будет введён режим ЧП и начнутся аресты. Но эта информация не была воспринята с должной серьёзностью. В 22:30 по варшавскому времени по всей Польше была отключена телефонная связь.

## Военное положение. Декабрь 1981 — июль 1983

### Установление военного режима
С полуночи 13 декабря 1981 в Польше было введено военное положение. Утром генерал Ярузельский выступил по телевидению с соответствующим заявлением. Власть в стране перешла к Военному совету национального спасения WRON). В составе WRON и Политбюро выделилась группа из восьми человек — Ярузельский с ближайшим окружением — составившая неформальную правящую «Директорию».
На улицы польских городов были выдвинуты 70 тысяч военнослужащих и 30 тысяч сотрудников МВД (милиции и госбезопасности). Им были приданы 1750 танков, 1400 бронетранспортёров, около 9 тысяч единиц военного транспорта, армейские и милицейские вертолёты. На боевое дежурство были поставлены несколько эскадрилий ВВС. В воды Балтики и Одры вышли военные корабли.
Первоначально в помощь государственным силовикам подключались Отряды политической обороны из партийных активистов и добровольцы из Коммунистического союза польской молодёжи, занимавшиеся пропагандой и слежкой за неблагонадёжными. Но вскоре от их привлечения отказались как от излишней меры (особенно после конфликтных инцидентов и физического столкновения комсомольцев с оппозиционными активистами).
Органы МВД начали задержания активистов «Солидарности», КНП и других оппозиционных организаций. Эти операции производили ЗОМО под руководством оперативников СБ (преимущественно III политического и V промышленного департаментов). В ночь на 13 декабря гданьское управление СБ полковника Пашкевича задержало и отправило в лагеря интернирования около сорока руководителей «Солидарности» (из запланированных ста двадцати). Задача упрощалась тем, что многие из них находились в Труймясто на заседании Всепольской комиссии профсоюза. Всего за первые дни военного положения были интернированы более 3 тысяч ведущих активистов — включая Валенсу, Гвязду, Юрчика, Рулевского, Яворского, Розплоховского, Пальку, Куроня, Модзелевского, Михника, Геремека, Токарчука. К концу 1981 количество интернированных составило 5128 человек. Всего за период военного положения интернированию подверглись 9736 человек (396 человек не удалось обнаружить). Немногие из лидеров «Солидарности» успели перейти на нелегальное положение. Среди них — Збигнев Буяк, Владислав Фрасынюк, Богдан Лис, Эугениуш Шумейко.
Военное положение означало милитаризацию промышленности. На предприятия угледобычи, металлургии, машиностроения, судостроения, транспорта и энергетики направлялись военные комиссары. Рабочие стратегических отраслей объявлялись призванными на военную службу и за неповиновение подвергались наказаниям согласно войсковы́м уставам. Забастовки были запрещены, независимые профсоюзные и иные организации распущены.
«Солидарность» оказывала забастовочное сопротивление режиму WRON. Общее количество забастовок в Польше за декабрь 1981 составило 199. Около 50 из них происходили на крупных предприятиях. В 40 случаях забастовки подавлялись силой. Это был довольно широкий масштаб, но он совершенно не соответствовал многомиллионной «Солидарности». Быстрая нейтрализация большинства лидеров и многих активистов, блокирование профсоюзных коммуникаций не позволили организовать разрозненные протесты в общенациональное движение. Общество в целом оказалось не готово к отпору военному насилию. Несмотря на разветвлённую оргструктуру и массовую поддержку, «Солидарность» не смогла эффективно противостоять государственному аппарату. Стало понятно, что рассуждения о силовой конфронтации, включая речи на радомском совещании и гданьском заседании, носили сугубо теоретический характер.
Разрозненные выступления, даже активные и многочисленные, к концу декабря были в общем и целом подавлены. 22 декабря генерал Кищак на заседании WRON заявил, что «„Солидарность“ больше не представляет угрозы». Относительная лёгкость, с которой государство одолело профсоюз, деморализовала многих сторонников «Солидарности».

### Сопротивление «Солидарности»
В период с 14 по 23 декабря части ЗОМО при армейской поддержке осуществили «умиротворение» основных оплотов «Солидарности». Была подавлена забастовка Гданьской судоверфи им. Ленина (лидеры — Эугениуш Шумейко, Богдан Борусевич), захвачена вооружённой силой Щецинская судоверфь им. Варского (лидеры — Мечислав Устасяк, Анджей Мильчановский), введены войска и милиция на тысячи предприятий. Десять дней сопротивлялись металлурги Хута Катовице (лидеры — Антоний Кушнер, Збигнев Куписевич), три дня бастовали металлурги краковской Нова-Хуты (лидеры — Мечислав Гиль, Станислав Хандзлик).
Наиболее ожесточённое сопротивление оказали горняки. После ареста председателя шахтёрского профкома Яна Людвичака началась забастовка и оборона шахты «Вуек», в бою с ЗОМО погибли девять забастовщиков (но были сняты с постов ортодоксально «бетонный» партийный секретарь Жабиньский и подчинённый ему воевода Лихось). Было применено оружие на шахте «Июльский манифест». На шахте «Земовит» столкновение предотвратил военный комиссар подполковник Шевелло, под свою ответственность приказавший войскам с бронетехникой отступить. Продолжавшаяся до 28 декабря забастовка горняков шахты «Пяст» стала самой продолжительной в истории послевоенной угледобычи.
Забастовки жёстко подавлялись милицией и ЗОМО при армейской поддержке. 16-17 декабря до 100 тысяч человек вышли на демонстрации протеста в Гданьске и ряде других городов. Для их разгона в помощь ЗОМО были выдвинуты армейские части, был открыт огонь. Несколько человек получили ранения, один смертельное. Огнестрельное оружие применили ЗОМО и при разгоне демонстрации в Кракове. Тогда же студенты Вроцлавского политехнического университета оказали сопротивление ЗОМО при захвате университетских помещений. Один из студентов был избит до смерти. После событий 17 декабря стало очевидно, что забастовки и уличные протесты не смогут поколебать режим.
Уже 13 декабря в морском порту Гданьска избежавшие интернирования активисты Мирослав Крупиньский, Эугениуш Шумейко, Анджей Конарский, Ян Вашкевич и Александр Пшигодзиньский создали Национальный забастовочный комитет (KKS). Аналогичные структуры возникли в некоторых регионах. 13 января 1982 Шумейко, Конарский и Борусевич создали Всепольский комитет сопротивления (OKO). 22 апреля 1982 OKO был заменён Временной координационной комиссией (TKK) подпольной «Солидарности» под председательством Збигнева Буяка (его заместителями стали Владислав Фрасынюк, Богдан Лис и Владислав Хардек).
Однако забастовочная борьба в условиях военного положения стала крайне затруднена. «Перерывы в работе» влекли за собой как минимум увольнение с волчьим билетом. Поэтому, несмотря на ухудшение условий труда, стачечное движение в начале 1982 почти прекратилось. Была объявлена «стратегия длительного марша».
Основной формой оппозиционной активности стала подпольная агитация и уличные манифестации. Главные очаги протестов сложились в Гданьске, Вроцлаве, Варшаве, Кракове. В активе протестного движения повысился удельный вес учащейся молодёжи. Лозунги приобрели более жёсткий антикоммунистический характер. 30 января в Гданьске произошли крупные столкновения протестующих с ЗОМО, была сделана попытка поджечь здание воеводского комитета ПОРП.
1—5 мая 1982 в двенадцати польских городах произошли массовые выступления по призыву подпольной «Солидарности». Самые ожесточённые уличные столкновения демонстрантов с ЗОМО пришлись на 3 мая 1982. В Варшаве и Щецине погибли четыре человека. Десятки участников акций были избиты, задержаны около тысячи, интернированы более 50. Принципиально новый момент заключался в активном физическом сопротивлении оппозиционеров, особенно молодых. В Варшаве более 50 бойцов ЗОМО получили ранения камнями, в Щецине — более 80 и была сожжена милицейская гостиница.
Масштаб выступлений показал сильное влияние и высокий авторитет «Солидарности». 8 мая была создана варшавская Региональная исполнительная комиссия (RKW) под руководством Збигнева Буяка и Виктора Кулерского. RKW нелегально восстанавливала профорганизации на промышленных предприятиях (прежде всего на тракторном заводе «Урсус»), организовала Комитеты социального сопротивления. Переводчица-журналистка Эва Кулик наладила эффективную систему конспирации и обеспечения безопасности подполья. Молодёжные Группы сопротивления «Солидарные» Теодора Клинцевича и Болеслава Яблоньского действовали в атакующем стиле (наиболее активен в силовом направлении был Пётр Изгаршев) — против чего Буяк и Кулерский резко возражали. Активисты запрещённого Независимого союза студентов создавали организации типа щецинского Академического движения сопротивления во главе с Мареком Адамкевичем.
В середине мая уличные акции и столкновения отмечались во Вроцлаве, Познани, Кракове.
Широкий резонанс имел оправдательный приговор семерым забастовщикам шахты «Пяст», вынесенный 12 мая 1982 военным судьёй Юзефом Медыком. Хотя все они практически сразу были интернированы, был создан важный правовой прецедент.
Общенациональное столкновение произошло в конце лета. 28 июля Збигнев Буяк вновь призвал из подполья отметить протестными манифестациями вторую годовщину соглашений 1980. Двумя днями ранее министр внутренних дел генерал Кищак в телевизионном выступлении пригрозил «трагическими последствиями». 29 августа предупреждения Кищака повторил Ярузельский. Органы МВД провели серию профилактических арестов. 31 августа 1982 массовые демонстрации протеста охватили десятки городов Польши. В Варшаве, Гданьске, Вроцлаве, Кракове, Щецине, Лодзи, Жешуве, Люблине, Гожуве-Великопольском происходило нечто подобное уличным боям. Общее количество арестованных демонстрантов превысило 4 тысячи. ЗОМО применили огнестрельное оружие, погибли в общей сложности шесть человек. События 31 августа 1982 года явились крупнейшей протестной акцией за период военного положения.
13 октября крупная манифестация состоялась в Кракове. Произошло столкновение демонстрантов с ЗОМО, от пуль офицера СБ погиб рабочий Богдан Влосик.
На 10 ноября 1982 года — вторая годовщина регистрации «Солидарность» — Временная координационная комиссия назначила всеобщую забастовку. Но впервые в истории профсоюза призыв не был поддержан, работу прекратили единицы.
10-11 ноября прошли протестные демонстрации в Варшаве и Гданьске. Демонстранты вновь были атакованы ЗОМО. В целом уличная активность к осени заметно снизилась. Отсутствие видимых результатов от крайне рискованных действий, жёсткость военно-административного контроля возымели эффект.
Руководство подпольной «Солидарности» сделало свои выводы из неудачи 10 ноября:

Мы не сумели заварить забастовку 10 ноября. Но две цели были достигнуты: освобождение Валенсы и приезд Папы. И неизвестно ещё, не помогло ли это Брежневу переселиться на тот свет.

Богдан Лис

На первый план осенью 1982 вышли пассивные формы общественного сопротивления: бойкот государственных мероприятий и пропаганды, сознательные опоздания на работу, отказ от просмотра официальных телепередач. Продолжался выход из рядов ПОРП (на протяжении 1980—1981 партия потеряла от четверти до трети членского состава). При этом следует учитывать, что само партийное руководство вело интенсивную чистку, были распущены десятки региональных и первичных парторганизаций.
Получила широкое распространение агитация через настенные надписи — наиболее популярные: Orła wrona nie pokona! («Ворона орла не победит!»; польская аббревиатура WRON переводится с польского как «ворона»), Zima wasza wiosna nasza! («Зима ваша, весна наша!»). Главной символикой «Солидарности» стал знак победы V (часто рисовался заяц с растопыренными в виде буквы V ушами). Продолжалась листовочная кампания и конспиративные собрания. С 12 апреля выходило в эфир «Радио Солидарность», организованное активистом КОС-КОР Збигневом Ромашевским (интернирован и арестован в августе 1982).

### Приостановка и отмена
14 ноября 1982 вместе с большинством интернированных был освобождён Лех Валенса. Но уже 9 декабря СБ осуществила крупномасштабную операцию против подполья: задержаниям и профилактированию подверглись до 10 тысяч человек. Среди арестованных был Владислав Фрасынюк. Группа лидеров КОС-КОР и «фундаменталистов Солидарности» подлежала показательному суду. После этой зачистки 31 декабря 1982 WRON счёл возможным приостановить действие военного положения. Всплеск уличных выступлений вновь пришёлся на праздничные дни 1-3 мая 1983. В Варшаве два демонстранта погибли от избиений, во Вроцлаве двое пропали без вести после задержания ЗОМО. Однако такие акции воспринимались уже как «последние арьергардные бои». Правящие круги восприняли спад оппозиционной активности как необратимое подавление «Солидарности».
Сразу после введения военного положения правительство США ввели экономические санкции в отношении Польши и СССР. В следующем, 1982-м, году Польша была лишена статуса наибольшего благоприятствования в торговле, а её заявка на вступление в Международный валютный фонд была заблокирована. Санкции оказали негативное влияние на польскую экономику (польское правительство утверждало, что в период 1981—1985 годов они стоили польской экономике 15 миллиардов долларов). Потери были частично скомпенсированы советскими кредитами, составившими в совокупности 3,4 миллиардов долларов, и увеличением поставок сырья и энергоносителей.
«Партийный бетон» готов был сохранять военный режим на неопределённый срок. Редактор официоза ПОРП Trybuna Ludu Веслав Бек заявлял, что военное положение должно сохраняться «до тех пор, пока поляки не забудут слово „Солидарность“». Некоторые издержки, связанные с армейским произволом и «превращением Польши в новый Сальвадор», окупались в глазах партноменклатуры подавлением оппозиции и стабилизацией режима. Однако генерал Ярузельский, несмотря на возражения генерала Милевского и «бетона» в целом, повёл курс на постепенное смягчение. Этому способствовала также смерть Брежнева, породившая предположения о возможном переходе СССР к более гибкой политике. 22 июля 1983 военное положение в Польше было отменено.

## 1983—1985. Трудности «длительного марша»
После отмены военного положения система управления ПНР вернулась в стандартный партийный режим. Главной властной структурой после упразднения WRON вновь стало Политбюро ЦК ПОРП. Однако неформальная «Директория» продолжала существовать, хотя в несколько изменённом составе.
В обществе росли настроения пессимизма и апатии. Активность подпольной «Солидарности» заметно снизилась, как и численность участников движения. Власти усиленно формировали массовые организации в свою поддержку — прежде всего Патриотическое движение национального возрождения (PRON). Официально председателем PRON являлся писатель Ян Добрачиньский, реально движение курировал секретарь ЦК ПОРП Мариан Ожеховский. Были созданы новые огосударствленные профсоюзы (взамен распущенных в 1981): 24 ноября 1984 учреждено Всепольское соглашение профсоюзов, в котором формально состояли до 5 миллионов человек. Председателем ВСПС стал Альфред Мёдович. Этому профобъединению было, в частности, передано профсоюзное имущество «Солидарности».
Провластные организации комплектовались в полупринудительном порядке и не вызывали в массах ни энтузиазма, ни доверия. В то же время призывы подпольной «Солидарности» к забастовкам и демонстрациям протеста также не встречали прежнего отклика. Под впечатлением декабря 1981 борьба с правящим режимом многим представлялась безнадёжной. Совмещая выборочные репрессии с уплотнением политического контроля, власти сумели в значительной степени маргинализировать оппозиционное подполье. Стратегия «Длительного марша» столкнулась с серьёзными трудностями.
В то же время такие деятели, как Ярузельский, Кищак, Раковский, преодолевая сопротивление догматичного «бетона» готовили комплекс паллиативных реформ: расширение прерогатив хозяйственного аппарата и управляемых общественных организаций. Ярузельский старался снизить накал взаимного ожесточения между населением и аппаратом власти.

Режим не только делал примирительный знак в адрес общества, но и подбадривал сам себя: мол, силы теперь достаточно, опасности в прошлом. Кроме того, Ярузельский, Кищак, Раковский и их манёвренная группа стала играть на вытеснение «партийного бетона». Через проверенный метод «оттепели».

К середине 1984 года власти отказались от ранее запланированного судебного процесса над руководителями «Солидарности» (как и над партийными сановниками «герековской эры»). Анджей Гвязда, Ян Рулевский, Кароль Модзелевский, Северин Яворский, Анджей Розплоховский, Гжегож Палька, Мариан Юрчик (обвинялись в подготовке государственного переворота на основании материалов радомской прослушки), а также Адам Михник, Збигнев Ромашевский, Яцек Куронь, Генрик Вуец получили предложение эмигрировать. После отказа все они были освобождены по амнистии 22 июля, в годовщину отмены военного положения. Однако они оставались под плотным наблюдением СБ; Гвязда, Лис, Фрасынюк, Михник — подвергались задержаниям и повторным арестам.
В то же время преследования непримиримой оппозиции продолжались с прежней жёсткостью. До тех пор, пока «Солидарность» сохраняла подпольные ячейки на предприятиях, подавление нельзя было считать окончательным. Ярузельский ставил перед партийными органами и СБ задачи «пресекать беспорядки по случаю „годовщин“, преодолевать неуверенность и бойкот, искоренять „состояние шушуканья“». Наряду с заводами и шахтами, особое внимание было обращено на католическую церковь — религиозные праздники и проповеди превратились в форму оппозиционных выступлений. В 1983—1984 произошла новая вспышка задержаний, похищений и убийств.
19 октября 1984 агентами спецгруппы D был похищен и убит капеллан «Солидарности» Ежи Попелушко. Его похороны 3 ноября обернулись мощной манифестацией. Трагедия Попелушко вызвала к жизни новую протестную волну.
С другой стороны, преступление было использовано группой Ярузельского против аппаратных противников. Именно после убийства Попелушко произошли важные изменения в партийно-государственной верхушке, политические позиции «бетона» оказались необратимо подорваны. Из высшего партийного руководства постепенно были удалены Милевский, Ольшовский, Сивак, сняты с должностей начальник СБ генерал Цястонь и руководитель «антицерковного» IV департамента генерал Платек. Властные прерогативы монополизировали «центристы» из военно-партийного окружения Ярузельского. В этой группе были произведены некоторые изменения: в ноябре 1985 Войцех Ярузельский оставил пост председателя Совмина (во главе правительства его сменил Збигнев Месснер) и возглавил Госсовет ПНР.
10 декабря 1983 Лех Валенса стал лауреатом Нобелевской премии мира. Власти ПНР не допустили его выезда в Осло, поэтому на церемонии вручения присутствовала жена председателя «Солидарности» Данута Валенса.
В этот же период, чтобы отвлечь от протестных настроений молодёжь был сформирован специальный правительственный Комитет по делам молодежи, и пресса всячески рекламировала его деятельность. Власти поддерживали бесконечную цепь фестивалей рок-музыки, ярмарок, гуляний. Некоторые польские радиостанции передавали исключительно западную музыку для молодёжи. Специальные программы и публикации поддерживали культ западных идолов рока и печатали колонки сплетен о них. Также талантливые молодые польские писатели (такие, как Марек Хласко и Эдвард Стахура), которые писали в антикоммунистическом духе, но к тому времени уже благополучно скончались и не могли угрожать режиму, внезапно были вознесены официальной печатью, их долго запрещавшиеся книги изданы массовыми тиражами для молодежи, превращены в пьесы и фильмы.

## 1986—1987. «Перестройка по-польски» и подготовка контрнаступления «Солидарности»
Приход к власти в СССР Михаила Горбачёва расширил для Войцеха Ярузельского возможности социально-политических манёвров. Идеи ранней Перестройки — хозрасчёт госпредприятий, мелкое индивидуальное предпринимательство, ограниченная гласность — были характерны для Ярузельского и его сторонников ещё в начале 1980-х. Ярузельский практически сразу позиционировал себя как единомышленник Горбачёва. Была сформирована «команда трёх» для подготовки стратегических проектов реформ — в этот «мозговой трест» вошли секретарь ЦК Станислав Чосек, пресс-секретарь правительства Ежи Урбан и заместитель министра внутренних дел Владислав Пожога.

Парламент, рынок, прибыль — категории не буржуазные, а общечеловеческие.

Войцех Ярузельский, 1988 год

В 1985 году был привлечён к партийной ответственности, снят со всех постов и устранён из политики лидер сталинистского «бетона» Мирослав Милевский. Контроль над МВД и СБ окончательно перешёл к Чеславу Кищаку, полному единомышленнику Ярузельского. На следующий год оставил партийные посты и эмигрировал из ПНР Стефан Ольшовский, выведен из Политбюро и отправлен послом в Ливию) Альбин Сивак. Ещё раньше был удалён из руководства Тадеуш Грабский, отправлен послом в Москву Станислав Кочёлек. Резко возросло влияние «либерального» крыла ПОРП во главе с Мечиславом Раковским. На ключевые посты в партаппарате расставлялись управляемые фигуры, неготовые к проведению собственной политической линии, типа первого секретаря Варшавского комитета ПОРП Януша Кубасевича.
Правительство Збигнева Месснера анонсировало программу реформ в стиле Николая Рыжкова. Экономическая либерализация, по замыслу руководства, дополнялась некоторыми политическими послаблениями. Несколько сократился масштаб репрессий против оппозиции. Снизилась интенсивность антицерковной пропаганды. Стали допускаться дискуссии в рамках PRON и объединения «Грюнвальд» (с националистическим уклоном). Однако прямая оппозиционность оставалась под строгим запретом.
«Перестройка» в ПНР, в отличие от СССР, не столько инициировалась партийной верхушкой, сколько явилась вынужденной уступкой общественному давлению. Однако независимое профдвижение не укладывалось в либерализации «реального социализма». Ещё 13 февраля 1985 органы СБ вновь арестовали Владислава Фрасынюка и Адама Михника, 9 января 1986 арестован Богдан Борусевич. Наконец, в мае 1986 удалось арестовать Збигнева Буяка, более четырёх лет руководившего подпольными структурами «Солидарности».
11 сентября 1986 225 активистов «Солидарности» и КНП, в том числе Збигнев Буяк, Владислав Фрасынюк, Богдан Борусевич, Богдан Лис, Лешек Мочульский были освобождены по амнистии. 29 сентября 1986 под председательством Леха Валенсы учредился Временный совет «Солидарности» (TRS); в него вошли Збигнев Буяк, Богдан Лис, Богдан Борусевич, Владислав Фрасынюк, Тадеуш Едынак, Януш Палубицкий, Юзеф Пинёр. Началось воссоздание региональных профцентров. Наиболее интенсивно этот процесс продвигался в Гданьске, Варшаве, Вроцлаве, Лодзи, Катовице. Власти не санкционировали релегализацию «Солидарности», но в целом не чинили непреодолимых препятствий. Гораздо более жёсткие действия предпринимались в отношении КНП.
25 октября 1987 группа активистов сформировала Национальный исполнительный комитет «Солидарности» (KKW). Возглавил его Валенса. Эта структура консолидировала ту часть оппозиции — Лех Валенса, Збигнев Буяк, Яцек Куронь, Адам Михник — которая готова была к переговорам с властями. В то же время многие активисты — Анджей Гвязда, Мариан Юрчик, Ядвига Хмелевская — выступали за бескомпромиссную борьбу с режимом. Тем более это относилось к группам типа КНП.
К середине 1987 года стал очевиден провал социально-экономической политики правительства Месснера. Промышленное производство не превышало уровня конца 1970-х, годовая инфляция по официальным данным, достигла 60 %, по экспертным оценкам — 300 %, внешний долг превысил 40 миллиардов долларов, более 60 % населения оказались в категории «малообеспеченных». В ноябре правительство Месснера вынесло на референдум свой план продолжения реформ. Он, в частности, предполагал более чем двойное повышение потребительских цен и оговаривал «трудный период» на ближайшие 2-3 года. Большинство проголосовало в поддержку, но низкая явка и сомнения в точности подсчётов обесценили этот результат. Однако правительство объявило, что план вводится в действие. Повышение цен объявлялось с 1 февраля 1988. Произошёл очередной скачок инфляции. Социальная напряжённость стала выливаться в открытые конфликты. Положение в стране напоминало лето 1980.
На этом фоне власти ужесточили курс в отношении оппозиции. Суды повсеместно отклоняли заявления о регистрации восстанавливаемых профцентров «Солидарности». В Гданьске был наложен запрет на деятельность Национального исполнительного комитета.
31 августа 1987 года в Гданьске, Варшаве, Вроцлаве, Кракове, Быдгоще, Люблине прошли массовые демонстрации и столкновения с ЗОМО. В марте 1988 в Варшаве, Кракове и Люблине провели свои акции члены восстанавливаемого Независимого союза студентов. Эти волнения подавлялись, но власти пребывали в явной растерянности. Вновь надвигались массовые рабочие протесты.

## Насилие с обеих сторон. Признаки и реальные проявления
Пропагандистский аппарат ПОРП и КПСС регулярно обвинял «Солидарность» в намерениях применить насилие. Это обосновывалось высказываниями отдельных активистов, указаниями на связи с западными спецслужбами и экстремистскими кругами. Акцентировались эпизоды, имеющие признаки соответствующей подготовки — причём в информационной подаче литература и полиграфическое оборудование фактически приравнивались к оружию.
Большой резонанс в ПНР и СССР был организован по эпизоду 6 октября 1987 — в Гданьске арестован активист организации «Борющаяся Солидарность» Кшиштоф Шиманьский, предпринявший попытку контрабандой ввезти в Польшу из Швеции несколько оптических прицелов, газовые пистолеты, баллончики со слезоточивым газом, электрошокеры, подслушивающие устройства, 10 тысяч печатных матриц, несколько сотен экземпляров литературы и фальшивые документы — в тайниках, оборудованных в прицепе и двух холодильниках. Шиманьский дал показания, что груз был получен от проживающих в Швеции руководителей «Борющейся Солидарности» М. Калеты и Ю. Лебенсбаума и предназначался для активистов «Борющейся Солидарности» — литературу и полиграфическое оборудование должны были забрать Я. Меркель и Б. Борусевич, а остальной груз — Я. Колодзей. Никаких практических последствий эта попытка не имела.
При подавлении забастовок и разгоне демонстраций забастовщики и демонстранты в ряде случаев оказывали физическое сопротивление. Так, 16 декабря 1981 горняки шахты «Вуек» во главе с Адамом Сквирой и Станиславом Платеком, вооружившись орудиями труда, контратаковали ЗОМО и взяли в плен троих нападавших. Но участники протестов изначально всегда являлись обороняющейся стороной. Инициированных «Солидарностью» нападений не было зафиксировано.
6 сентября 1982 группа авантюриста Флориана Крушика, бывшего агента СБ, захватила посольство ПНР в Швейцарии. Однако никаких связей с польской оппозицией Крушик не имел, организации, от которой он представлялся, реально не существовало, а политические требования были быстро сняты и заменены требованием денежной выплаты.
Несмотря на многочисленные обвинения, ни «Солидарность», ни «Борющаяся Солидарность» не были замечены ни в одной террористической акции. Единственный акт заранее подготовленного насилия со стороны оппозиции имел место 18 февраля 1982 года — убийство сержанта милиции Здзислава Кароса, совершённое 17-летним Робертом Хехлачем и 18-летним Томашем Лупановым, активистами подпольной группы Вооружённые силы польского подполья (Siły Zbrojne Polski Podziemnej; SZPP). Сержант погиб от случайного выстрела, когда с Хехлач и Лупанов отбирали у него пистолет. Оружие они захватывали для того, чтобы напасть на ближайший центр содержания и освободить интернированных.
Вооружённые силы польского подполья не имели связей с «Солидарностью» («Борющаяся Солидарность» на тот момент ещё не существовала). Ксёндз Сильвестр Зых — старший член группы, связанный с КНП — не имел прямого отношения к убийству. Лидер группы Станислав Матейчук, имевший отношение к «Солидарности» легального периода, не поддерживал контактов с профсоюзом после декабря 1981 года. Подпольные структуры «Солидарности» отмежевались от этой акции и её участников (к неудовольствию своих радикальных сторонников).
Реальное насилие осуществляла правящая сторона. За период военного положения 1981—1983 годов погибли более 100 активистов польской оппозиции (чаще всего говорится о 115 документально подтверждённых случаях). В 88 эпизодах причастность силовых структур ПНР признана доказанной. Наиболее известно убийство капеллана «Солидарности» Ежи Попелушко спецгруппой капитана Пиотровского. Возмущение в стране и мире вызвала гибель девятнадцатилетнего поэта Гжегожа Пшемыка, жестоко избитого в милицейском комиссариате.
Наибольшее количество жертв на счету ЗОМО — как правило, в результате избиений при разгонах и особенно при задержаниях, применения водомётов и слезоточивого газа. Крупнейшим единовременным кровопролитием стал расстрел забастовщиков на шахте «Вуек» — девять убитых шахтёров были членами «Солидарности». Резонансные персональные акции совершались IV департаментом СБ МВД (специализировался на преследовании католических активистов; группа Пиотровского относилась к этому подразделению). Провокации, похищения, избиения оппозиционных активистов практиковала созданная офицерами СБ Организация Анти-Солидарность.
Газета Итальянской коммунистической партии L’Unità отмечала, что «власти ПНР называли военное положение единственным способом предотвратить худшее — но именно сейчас пролилась кровь». Насилие в отношении оппозиции продолжалось и после отмены военного положения.

## Внешние факторы польского противостояния
В 1987 году сенат США выделил на поддержку «Солидарности» 1 миллион долларов. Во время слушаний сенатор Симмс сообщил, что лидеры «Солидарности» ранее неоднократно обращались к правительству США с просьбой о предоставлении им материальной помощи. Призывая сенаторов голосовать в поддержку законопроекта, сенатор Хаммонд заявил: «Помощь для „Солидарности“ мы рассматриваем так же, как помощь для контрас».
Несопоставимо большую поддержку извне получало коммунистическое правительство. Только за 1982 год объём советской помощи ПНР составил, согласно опубликованным документам Политбюро ЦК КПСС, около 4,4 млрд рублей или около 2,9 млрд долларов по тогдашнему официальному курсу. Руководство ПОРП регулярно обращалось в Москву с просьбами о материально-финансовом содействии.
При этом Политбюро ЦК КПСС и Совмин СССР фактически констатировали неэффективность этой помощи, предоставляемой по идеологическим мотивам, для сохранения политического контроля над Польшей:

Я всё думаю о том, хотя мы Польше и дали 30 тысяч тонн мяса, но едва ли поможет полякам наше мясо. Во всяком случае, у нас нет ясности, что же будет дальше с Польшей.
Леонид Брежнев

## Борющаяся Солидарность
Подавление первомайских протестных манифестаций 1982 привело к консолидации наиболее радикальных активистов подпольной «Солидарности». В июне 1982 оставшиеся на свободе «фундаменталисты» — вроцлавский физик Корнель Моравецкий, инженеры Войцех Мыслецкий и Павел Фалицкий, физик Ян Павловский, программистка Янина Ядвига Хмелевская, активист КНП Адам Сломка — создали нелегальную антиправительственную организацию Борющаяся Солидарность (пол. Solidarność Walcząca, SW). Исторический центр организации базировался во Вроцлаве.
В отличие от профобъединения, «Борющаяся Солидарность» изначально объявила своей целью свержение коммунистического режима. Эта установка была сформулирована в статье Корнеля Моравецкого «Кто мы? За что сражаемся?» и подтверждена в программном документе 1987 года. Позитивный идеал основывался на общественной солидарности и самоуправлении в духе социального католицизма.
Основная деятельность «Борющейся Солидарности» заключалась в активных уличных протестах, распространении агитационной литературы, ведении подпольных радиопередач. Отличительной чертой являлась жёсткость, готовность к сопротивлению силой. Это проявилось в первых же столкновениях с ЗОМО 15-16 июня и особенно 31 августа 1982. Другой особенностью являлось наличие собственной контрразведки во главе с Яном Павловским и оперативная связь с сочувствующими сотрудниками СБ — группой Мариана Харукевича. Беспрецедентной стала акция в 1983: после похищения «неизвестными» Матеуша Моравецкого-младшего активисты SW подожгли дом офицера СБ подполковника Новицкого. Корнель Моравецкий-старший предупредил начальника СБ полковника Блажеевского о его личной ответственности за безопасность членов семей оппозиционеров. Печатные органы SW выступили со строгим предостережением в адрес властей.
Нелегально издавались газеты Biuletyn Dolnośląski (во Вроцлаве), Solidarność Walcząca и Czas (в Познани), Galicja (в Жешуве), Europa (в Варшаве), Gryf (в Щецине). Ячейки «Борющейся Солидарности» стали распространяться по стране. Активные структуры появились в Познани, Гданьске, Жешуве, Катовице, Варшаве. Летом 1984 года возникла Федерация молодёжной борьбы — подпольная организация молодых оппозиционных активистов, тесно сотрудничающая с «Борющейся Солидарностью». Из лидеров «Солидарности» к «Борющейся Солидарности» были особенно близки Владислав Фрасынюк, Анджей Гвязда, Мариан Юрчик.
В начале 1986 года была создана «исполнительная группа» (Grupy Wykonawcze Solidarności Walczącej). Её задачей являлась активная уличная агитация — вывешивание транспарантов, написание лозунгов в общественных местах и др.
Ярослав Накельский и Мацей Куронь-младший предприняли попытку агитировать юношей-призывников отказываться от прохождения военной службы. Однако эта кампания потерпела неудачу — только 32 призывника заявили о своём отказе служить в польской армии и отослали свои повестки обратно в военкоматы.
Непримиримый антикоммунизм, бескомпромиссность в противостоянии сближали «Борющуюся Солидарность» с КНП. Однако её программа не содержала «конфедератских» националистических акцентов, была более общедемократической.
Для «Борющейся Солидарности» характерна активная международная политика, сотрудничество с антитоталитарными и антиавторитарными движениями Европы и Азии.
«Борющаяся Солидарность» категорически отвергла переговорный процесс с ПОРП, резко осудила Валенсу и его сторонников за переговоры в Магдаленке 1988 и круглый стол 1989.

## Релегализация «Солидарности». 1988—1989

### Весна — лето 1988. Новая забастовочная волна
Инициаторами забастовочного движения 1988 года стали рабочие коллективы заводов оборонного комплекса из внутренних районов страны (до гданьской «колыбели» «Солидарности» движение докатилось несколько позже). Во главе забастовок стояли, как правило, члены «Солидарности» 1980—1981. Выдвигались три концептуальных тезиса:
- привести заработную плату в соответствие c ценами, повышенными с 1 февраля 1988 согласно «плану Месснера»
- прекратить репрессии против политической оппозиции, восстановить на работе уволенных за оппозиционную активность
- официально легализовать «Солидарность»

21 апреля 1988 года возник трудовой конфликт на сталелитейном заводе в городе Сталёва-Воля. Рабочие потребовали повышения зарплаты и прекращения репрессий против активистов «Солидарности». 25 апреля 1988 года с теми же требованиями забастовали предприятия Быдгоща и Иновроцлава. 26 апреля объявил забастовку металлургический комбинат им. Ленина в Кракове. На территорию обоих предприятий были введены ЗОМО. В Сталёва-Воле столкновения продолжались до 30 апреля. В Кракове забастовку удалось подавить только в ночь с 4 на 5 мая.
События на металлургических заводах вызвали акции солидарности по всей Польше. 1 мая демонстрации в поддержку забастовщиков прошли в Варшаве, Гданьске, Вроцлаве, Познани, Лодзи. 2-3 мая в Гданьске забастовала судоверфь им. Ленина. На переговоры с администрацией прибыл Тадеуш Мазовецкий. Из Гданьска стачки перекинулись в Щецин, где к судостроителям присоединились работники городского транспорта.

Если у вас есть армия, генерал Валенса в вашем распоряжении.
Лех Валенса, май 1988

После акций солидарности с металлургами власти стали воздерживаться от применения силы к забастовщикам. Однако все майские переговоры окончились безрезультатно. С середины месяца забастовочная волна пошла на спад, чтобы резко возобновиться три месяца спустя.
В августе центром забастовочного движения стали шахты Верхней Силезии. 15 августа началась забастовка на шахте «Июльский манифест», близ города Ястшемб-Здруй (здесь проходила одна из крупнейших стачек в августе 1980 и оказывалось упорное сопротивление ЗОМО в декабре 1981). Шахтёров поддержало окрестное население во главе с местным ксендзом. В следующие несколько дней забастовали более десяти угледобывающих предприятий региона. Верхнесилезские выступления явились полной неожиданностью для комитетов ПОРП и СБ, поскольку на шахтах произошла значительная смена персонала, ветераны «Солидарности» перебрались в другие регионы. Власти направили против горняков усиленные наряды милиции. 2 сентября на «Июльский манифест» прибыл Лех Валенса.
17 августа возобновились забастовки на Балтийском побережье. 28 августа Межзаводской комитет Щецина уполномочил Валенсу представлять бастующих рабочих города. 21 августа Валенса выступил перед многотысячным митингом в Гданьске. На следующий день на судоверфи им. Ленина началась забастовка с единственным требованием: легализация «Солидарности». В Гданьск прибыли Яцек Куронь, Адам Михник, братья Лех и Ярослав Качиньские, много иностранных наблюдателей, включая мэра Бостона Рея Флинна. Размах движения был таков, что о применении ЗОМО уже не могло быть речи. Не было и попыток арестовать лидеров «Солидарности» (Буяка, Лиса), предпринимавшихся весной.
22 августа возобновилась забастовка в Сталёва-Воле. 10 тысяч сталеваров во главе с рабочим Веславом Войтасом и священником Эдмундом Франковским выдвинули единственное требование: легализовать «Солидарность». Здесь события приняли наиболее драматичный оборот.Военное значение завода обусловило дислокацию в непосредственной близости значительных сил ЗОМО. Неоднократно происходили столкновения, сопровождавшиеся избиениями бастующих. Поддержку забастовке оказали жители города, акции солидарности состоялись в Быдгоще. Забастовка прекратилась 1 сентября по личной просьбе Валенсы.
Уже 25 августа председатель «Солидарности» Лех Валенса встретился с членом политбюро ЦК ПОРП, министром внутренних дел ПНР генералом Чеславом Кищаком. 28 августа ЦК ПОРП санкционировал проведение переговоров между правительством и официально непризнанным профсоюзом. 31 августа Валенса и Кищак встретились вновь. Эти контакты проходили при посредничестве костёла в лице викарного епископа Алоизия Оршулика. На середину сентября было назначено продолжение переговоров в расширенном формате.
Весенне-летние события 1988 года были близки к общенациональному гражданскому неповиновению. Провал социально-экономической политики ПОРП, несостоятельность партийной монополии на власть вновь спровоцировали массовые протесты. Хотя ещё 20 августа звучали угрозы восстановить военное положение, коммунистическому руководству пришлось отказаться от этих планов. Оппозиционное движение быстро набрало силу. Рассчитывать же на поддержку СССР в кардинально изменившемся международном контексте ПОРП уже не могла.

### Сентябрь 1988. Магдаленка
Переговоры, получившие впоследствии название Беседы в Магдаленке, начались 16 сентября. (Днём раньше Лех Валенса и Анджей Стельмаховский при посредничестве аббата Оршулика провели последнюю подготовительную встречу с представителями ЦК ПОРП Чеславом Кищаком и Станиславом Чосеком). 13 заседаний состоялись на правительственных виллах в городке Магдаленка и в Варшаве, иногда в помещениях МВД ПНР.
Сторона «Солидарности» состояла из видных деятелей профсоюза: Валенса, Буяк, Куронь, Фрасынюк, Михник, Бугай, Геремек, Мазовеций, Лех Качиньский. Правительственная сторона комплектовалась по большей части из второго-третьего эшелона (представители партий, аффилированных с ПОРП, официальных профсоюзов, академических кругов). В делегации «Солидарности» регулярно происходили споры и конфликты. От имени ПОРП и правительства решения практически единолично принимал генерал Кищак. Именно министр внутренних дел, руководитель карательного аппарата ПОРП и организатор репрессий являлся осенью 1988 главным сторонником соглашения с оппозицией. Его ближайшим союзником в данном вопросе выступал секретарь ЦК ПОРП Мечислав Раковский — назначенный 27 сентября 1988 (по ходу переговоров в Магдаленке) премьер-министром ПНР.
Викарный епископ Седльце Алоизий Оршулик, варшавский архиепископ Бронислав Домбровский и гданьский епископ Тадеуш Гоцловский представляли костёл.
Беседы имели неформальный статус (некоторое время не признавался сам факт переговоров). Участники не располагали официальными полномочиями. Формально заседания не привели к соглашению. Однако договорённости, достигнутые де-факто, во многом определили последующий ход событий.

Польская политика до сих пор руководствуется «постмагдаленковским» соглашением. Обещания, которые партнёры дали с наполненными бокалами в руках, обязательны к выполнению до сегодняшнего дня. Торжествует власть договорённостей и знакомств.

Ядвига Хмелевская

На переговорах в Магдаленке обсуждалась повестка дня будущего Круглого стола. Его проведение к тому времени подразумевалось само собой, поскольку альтернативой соглашению являлась общенациональная забастовка. Вопрос о легализации «Солидарности» в принципе решился на узких совещаниях Кищака с Валенсой и Мазовецким. Однако руководство ПОРП соглашалось на статус «Солидарности» как общественного движения, но не независимого профсоюза. В определённый момент возник тупик, но Кищак, не желая срыва переговоров, согласился на кардинальную уступку в этом вопросе.
Последняя встреча в Магдаленке состоялась 27 января 1989 года. Кищак гарантировал Валенсе снятие законодательных ограничений на деятельность независимых профсоюзов. Это означало релегализацию «Солидарности». Дальнейшие переговоры были перенесены на круглый стол.

### Отступление ПОРП — манёвры и расколы
В конце сентября 1988, параллельно с переговорами в Магдаленке, политбюро ЦК ПОРП произвело смену правительства ПНР. Формально инициатива исходила от официальных профсоюзов (Всепольское соглашение профсоюзов, ВСПС), а поводом являлся очевидный провал экономической политики кабинета Збигнева Месснера. 27 сентября сейм утвердил новый состав правительства во главе с секретарём ЦК по пропаганде Мечиславом Раковским, ранее редактором партийного теоретического журнала «Политика».
Несмотря на свою принадлежность к идеологическому аппарату компартии и важную роль при военном положении, Раковский всецело поддерживал реформистские планы Ярузельского и Кищака. Новое правительство объявило программу экономической либерализации. Ускорилось снятие административных ограничений с частного бизнеса, стимулировался переход крупных предприятий на арендные отношения, декларировался отказ от директивного ценообразования в пользу договорного, учреждались коммерческие банки. Через сейм были проведены законы, формально гарантировавшие права польских предпринимателей и иностранных инвесторов. Экономическую политику ПОРП стали определять секретарь ЦК Зигмунт Чарасты, организатор хозрасчётного эксперимента в Слупске, и министр промышленности Мечислав Вильчек, к тому времени крупный предприниматель химического кластера. Наблюдатели констатировали, что среди идеологов «Солидарности» сторонников обновлённого социализма было больше, чем в новой генерации прагматичных функционеров ПОРП.
В политической сфере Раковский выступал за договорённости с умеренной частью оппозиции и разделение властной ответственности с лояльными общественными движениями и католической церковью. Именно такую цель преследовали руководители ПОРП на переговорах с «Солидарностью».
В то же время, одним из первых актов «либерализации» был иск правительства в суд о банкротстве гданьской судоверфи им. Ленина. Ссылаясь на несостоятельность предприятия в рыночных условиях, власти пытались ликвидировать один из главных оплотов «Солидарности».
Но даже такие действия — предпринятые под угрозой всеобщей забастовки и направленные на удержание позиций — не были приняты большей частью партийного аппарата, идеологических структур и в особенности ВСПС, страшившегося конкуренции с «Солидарностью». Тревожным сигналом для них стали теледебаты 30 ноября 1988. Выступая в прямом эфире, Лех Валенса одержал решительную победу над председателем ВСПС Альфредом Мёдовичем.

Статус-кво между правительством и оппозицией нарушен.
Чеслав Кищак

На X пленуме ЦК ПОРП (декабрь 1988 — январь 1989) произошло серьёзное политическое столкновение между группой Ярузельского-Раковского-Кищака и «партийным бетоном». В декабре были отправлены в отставку бывший начальник армейского политуправления генерал Юзеф Барыла, партийный куратор образования Тадеуш Поребский и ещё несколько членов политбюро, известных сталинистскими взглядами. Из состава политбюро был выведен также экс-премьер Збигнев Месснер, на которого возложили ответственность за провал реформ. Альфред Мёдович резко изменил свою позицию, выступив за отмену цензуры и проведение свободных выборов. Такой конъюнктурный поворот недавнего «бетонного консерватора» привёл в ярость генерала Ярузельского и его окружение.

А.Мёдович, председатель ВСПС: Мы за демократические выборы в парламент.
З. Чарасты, секретарь ЦК ПОРП: В нынешней политической ситуации свободные выборы означают распад системы.

Политбюро и секретариат ЦК оказалась в основном зачищены от «бетона». Но большинство участников январского заседания пленума выступило против переговоров и легализации «Солидарности». Ярузельский, Раковский, Кищак и министр обороны генерал Флориан Сивицкий ультимативно потребовали одобрения своего курса, в противном случае угрожая отставкой. Не решаясь остаться один на один с забастовочным движением, функционеры ПОРП выполнили требование силовиков и премьера. 18 января 1989 ЦК ПОРП санкционировал Круглый стол с «Солидарностью». Девять дней спустя Кищак провёл с Валенсой последнее предварительное согласование.

### Февраль — апрель 1989. Круглый стол
Официальные переговоры за Круглым столом прошли в Варшаве 6 февраля — 5 апреля 1989 года. В совещаниях участвовали 58 человек (в конфиденциальных встречах — 44). Были представлены правительство (ПОРП, ВСПС, аффилированные партии), оппозиция («Солидарность») и наблюдатели (костёл и лютеранская община).
Основные участники со стороны правительства:
- Чеслав Кищак, член политбюро ЦК ПОРП, министр внутренних дел
- Станислав Чосек, член политбюро, секретарь ЦК ПОРП
- Владислав Бака, вице-премьер по экономике
- Мариан Ожеховский, член политбюро ЦК ПОРП, партийный куратор образования
- Лешек Миллер, секретарь ЦК ПОРП по молодёжной политике и социальным вопросам (в 2001—2004 — премьер-министр Польши)
- Альфред Мёдович, председатель ВСПС
- Александр Квасьневский, председатель правительственного комитета по делам молодёжи и спорта (в 1995—2005 — президент Польши)
- Юзеф Олексы, министр по сотрудничеству с профсоюзами (в 1995—1996 — премьер-министр Польши)
- Гжегож Колодко, экономист
- Влодзимеж Цимошевич, агробизнесмен (в 1996—1997 — премьер-министр Польши)

Основные участники со стороны «Солидарности»:
- Лех Валенса, председатель профсоюза (в 1990—1995 — президент Польши)
- Тадеуш Мазовецкий, лидер католической интеллигенции (в 1989—1991 — премьер-министр Польши)
- Збигнев Буяк, руководитель подпольных структур профсоюза
- Богдан Лис, активист гданьского забастовочного центра
- Владислав Фрасынюк, председатель вроцлавского профцентра
- Яцек Куронь, диссидент, эксперт профсоюза
- Адам Михник, диссидент, эксперт профсоюза
- Анджей Стельмаховский, юрист, эксперт профсоюза
- Бронислав Геремек, историк, эксперт профсоюза
- Ян Ольшевский, журналист, адвокат диссидентов (в 1991—1992 — премьер-министр Польши)
- Лех Качиньский, юрист, советник забастовочного комитета (в 2005—2010 — президент Польши)
- Ярослав Качиньский, юрист, советник забастовочного комитета (в 2006—2007 — премьер-министр Польши)

Посредники от конфессий:
- Алоизий Оршулик, католический викарный епископ Седльце
- Бронислав Дембовский, настоятель костёла св. Мартина
- Януш Нарзыньский, епископ евангелической (лютеранской) церкви в Польше

Обсуждались три блока вопросов: политическая реформа, социально-экономическая политика, профсоюзный плюрализм. Наиболее острые споры вызывали такие проблемы, как формы деятельности независимых профсоюзов, процедура многопартийных выборов, допуск оппозиции к СМИ, структура будущего парламента, полномочия будущего главы государства, повышение заработной платы и индексация доходов населения.
Переговоры неоднократно оказывались под угрозой срыва. Правительственная сторона с трудом шла на уступки. Представители «Солидарности» (Фрасынюк, Ольшевский), в свою очередь, считали чрезмерными уступки, на которые соглашались Валенса, Куронь, Михник.
Итоговые документы — «Соглашения Круглого стола» — были подписаны 5 апреля 1989. В соответствии с ними
- учреждался институт президентства
- пост президента Польши на ближайшие шесть лет резервировался за Войцехом Ярузельским, который оставлял пост первого секретаря ЦК ПОРП (его преемником в партии становился Мечислав Раковский)
- учреждалась верхняя палата парламента — сенат — целиком избираемая на альтернативной основе
- при избрании нижней палаты — сейма — устанавливались квоты: за ПОРП, её сателлитами и официальными католическими организациями резервировалось 65 % мест в палате (299 мандатов); 35 % (161 мандат) избирались на альтернативной основе
- «Солидарность» получала еженедельную получасовую ТВ-программу, возобновлялся выход профсоюзного печатного еженедельника

Была также принята «Позиция по социально-экономической политике и системным реформам», но она сводилась к декларациям и не содержала какой-либо конкретики. Эти вопросы по умолчанию переносились в компетенцию будущего правительства, которое предстояло сформировать по результатам парламентских выборов 4 июня 1989.
17 апреля 1989 воеводский суд Варшавы принял решение о легализации — повторной регистрации — профобъединения «Солидарность». 20 апреля 1989 была перерегистрирована «Сельская Солидарность». В этом состояли главные итоги Круглого стола.
Правительственная сторона посчитала результаты Круглого стола успешными для себя. «Контрольный пакет» в законодательном сейме заранее сохранялся за номенклатурой ПОРП. Свободно избираемый сенат носил в основном законосовещательный характер. Партийные социологические службы прогнозировали избирательный успех кандидатов ПОРП. Президентство Ярузельского — оговорённое без выборов — обеспечивало контроль над исполнительной властью. Аппарат ПОРП передавался в руки Раковского. Существенных перемен в составе правительства не планировалось, милиция и служба безопасности оставались за Кищаком, армия — за Сивицким. Экономическая реформа, особенно приватизация, задумывались кабинетом Раковского по номенклатурном сценарию, но получали санкцию общества через формально избираемый парламент. При этом забастовки и гражданское неповиновение были в целом остановлены, оппозиционная активность переведена в предвыборное русло. Существует также обоснованное предположение, что в Магдаленке и на Круглом столе были оговорены персональные гарантии от ответственности за действия, совершённые в период военного положения.
Сторонники Валенсы в «Солидарности» также рассматривали Круглый стол как крупный успех. Независимый профсоюз снова получил возможность легальной деятельности. В парламенте ожидалось создание крупного депутатского клуба оппозиции, способного оказывать давление на правительство и президента. Появлялись широкие возможности для реализации социальных требований «Солидарности».
Категорически осудили Круглый стол лишь крайние фракции с обеих сторон — «партийный бетон» и «фундаменталисты Солидарности». Сталинистское крыло ПОРП было, однако, полностью деморализовано, маргинализировано и практически не влияло на политику. С другой стороны, радикальная оппозиция — «Борющаяся Солидарность», Конфедерация независимой Польши — обвинила группу Валенсы-Куроня-Мазовецкого в антинародном сговоре с коммунистической верхушкой и её «советскими надзирателями». Наиболее резким критиком Круглого стола выступил Анджей Гвязда:

Сначала была Магдаленка. А позже — под контролем Москвы — круглый стол, где в хорошей обстановке утверждались магдаленковские решения. Это было сделано без споров. «Я понимаю вас, генерал», — сказал Лех Валенса, выслушав лекцию Кищака.

Последующее развитие событий опрокинуло расчёты и опровергло оценки всех сторон.

## Лето-осень 1989. «Солидарность» движется к власти

### Июнь 1989.«Полусвободные» выборы. Победа «Солидарности»
Ещё 18 декабря 1988 года был учреждён Гражданский комитет «Солидарность» (Komitet Obywatelski «Solidarność»; назывался также «Гражданский избирательный комитет», Obywatelski Komitet Wyborcz или «Гражданский комитет Леха Валенсы», Komitet Obywatelski przy Lechu Wałęsie). Эта структура приняла функции предвыборного штаба оппозиции. Комитет сформировал список кандидатов «Солидарности» в сейм и сенат, развернул агитационную кампанию. Наибольшую руководящую активность в Комитете проявляли Лех Качиньский, Бронислав Геремек, Тадеуш Мазовецкий, Адам Михник, Богдан Лис. Отсутствие официальной регистрации делало статус комитета полулегальным, однако власти — уверенные в благополучном для себя исходе выборов — практически не препятствовали его деятельности. Для информационной поддержки «Солидарности» в предвыборной кампании началось издание «Газеты Выборчей». Её первый номер вышел 8 мая 1989 года и разошёлся тиражом в 150 000 экземпляров. «Газета Выборча» стала первой легальной газетой, представляющей оппозиционные правительству взгляды, её главным редактором стал Адам Михник.
Первый тур выборов состоялся 4 июня 1989 года. На альтернативной основе избирались 161 депутат сейма (299 мандатов резервировалось за ПОРП и её союзниками) и 100 сенаторов. Явка составила более 62 % (высокий для ПНР показатель). Около 60 % голосов получили кандидаты Гражданского комитета «Солидарность». Это означало 160 мандатов в сейме и 92 в сенате. Таким образом, уже первый тур предрешил победу «Солидарности». Т. н. «национальный список» — перечень кандидатов коммунистической ПОРП и лояльных коммунистам организаций — на альтернативных выборах подвергся полному разгрому. Власти могли рассчитывать лишь на те места в парламенте, которые резервировались по квоте.
Второй тур выборов состоялся 18 июня 1989. Последний «свободно разыгрываемый» мандат в сейме также достался кандидату Гражданского комитета. Были избраны ещё семь оппозиционных кандидатов в сенат. Единственным сенатором, не принадлежавшим к «Солидарности» стал беспартийный фермер Генрик Стоклоса.
Таким образом, даже «полусвободные» выборы принесли сокрушительное поражение режиму. При этом были опровергнуты все прогнозы, выявилась ангажированность и некомпетентность официальных социологических служб, предрекавших «убедительную победу ПОРП». Но и Гражданский комитет «Солидарность» рассчитывал провести в парламент не более 10-20 депутатов (весь план действий будущей фракции строился исходя из этой численности). Обе противостоящие стороны не вполне понимали общественные настроения, всю меру отторжения ПОРП.
24 мая 2013 года сейм Республики Польша объявил 4 июня национальным праздником — Днём свободы и прав человека. Тем самым отмечено значение парламентских выборов 1989 года в польской истории.

### Июнь — август 1989. Последние правительства ПОРП
Июньские выборы обрушили всю концепцию «круглого стола». Реформисты из руководства ПОРП планировали допустить легальную оппозицию, разделить с ней ответственность за свою политику и тем самым нейтрализовать общественное сопротивление. Но итоги голосования показали, что в глазах польского общества правительственная власть ПОРП нелегитимна как таковая.
Соглашения круглого стола продолжали по инерции выполняться. Однако они уже воспринимались как безнадёжно устаревшие. 30 июня в Варшаве прошла мощная антикоммунистическая демонстрация под радикальными лозунгами КНП, произошли столкновения с ЗОМО. С 3 по 19 июля демонстрации, митинги и пикеты КНП прокатились по Кракову, Катовице, Люблину, Радому и ряду других городов. Манифестанты протестовали против президентства генерала Ярузельского.
3 июля Адам Михник опубликовал в печатном органе «Солидарности» Gazeta Wyborcza статью «Ваш президент, наш премьер». Был поставлен вопрос об участии «Солидарности» в правительстве, причём на первых ролях. Только такая власть могла рассчитывать на доверие общества, тем более в период трудных экономических реформ. Эта установка была охарактеризована как «преждевременная и необдуманная». Категорически против выступил, в частности, Тадеуш Мазовецкий — который через шесть недель возглавил правительство, став для «Солидарности» тем самым «нашим премьером».
19 июля парламент утвердил Войцеха Ярузельского в должности президента ПНР. Предполагалось, что глава государства станет инициатором болезненных экономических преобразований, однако в новой обстановке президент воздерживался от резких решений.
4 июля (на следующий день после выхода статьи Михника) подал в отставку премьер-министр Мечислав Раковский (29 июля он сменил Ярузельского на посту первого секретаря ЦК ПОРП). Около месяца правительство действовало в статусе исполнения обязанности, не имея утверждённого главы. 1 августа президент Ярузельский внёс в сейм кандидатуру генерала Кищака, на следующий день депутаты большинством голосов утвердили нового премьера. Однако Кищаку не удалось сформировать кабинет, поскольку сателлиты ПОРП («союзные партии» — Объединённая крестьянская и Демократическая) — впервые в своей истории отказались выполнять распоряжения коммунистов. ОКП и ДП разорвали коалицию с ПОРП и перешли в оппозицию.
7 августа Валенса заявил о готовности «Солидарности» взять на себя руководство правительством. 15 августа Кищак констатировал неудачу своей попытки и предложил поручить формирование кабинета лидеру ОКП Роману Малиновскому. Однако это предложение не было перспективным: многолетняя коалиция ОКП с ПОРП и личная причастность Малиновского к коммунистической политике (он играл заметную роль в противостоянии властей с Сельской Солидарностью, в 1982 лично склонял её лидера Яна Кулая к переходу на сторону ПОРП) исключали доверие общества.
Руководство «Солидарности» предлагало три возможных премьерских кандидатуры: Тадеуш Мазовецкий, Яцек Куронь, Бронислав Геремек. Куронь и Геремек обладали имиджем давних и непримиримых противников ПОРП. Мазовецкий же длительное время был депутатом сейма ПНР и считался наиболее склонным к компромиссу из оппозиционных политиков.
17 августа, после двухнедельного безуспешного премьерства, Чеслав Кищак заявил о своей отставке. На следующий день президент Ярузельский провёл беседу с Тадеушем Мазовецким, представлявшим «Солидарность» (в разговоре также участвовали первый секретарь ЦК ПОРП Раковский и примас Польши кардинал Глемп). 19 августа Ярузельский принял отставку Кищака и внёс в парламент кандидатуру Мазовецкого.

## Осень 1989 — осень 1991. «Солидарность» у власти. Переходный период

### Первое правительство «Солидарности». Экономическая «шокотерапия»
24 августа 1989 года сейм утвердил Тадеуша Мазовецкого на посту премьер-министра. 12 сентября получил вотум доверия сформированный Мазовецким совет министров ПНР. ИЗ 24 членов нового кабинета 12 представляли «Солидарность», 7 — вступившие в коалицию с «Солидарностью» ОНП и ДП, один был беспартийным и только 4 состояли в ПОРП.
За «Солидарностью» остался мозговой центр экономических преобразований и социальной политики (вице-премьер по экономике и министр финансов Лешек Бальцерович, министр труда Яцек Куронь, министр промышленности Тадеуш Сирийчик, министр планирования Александр Пашиньский). Коммунисты первоначально сохраняли силовые структуры (МВД — генерал Кищак, министерство обороны — Флориан Сивицкий), внешнеэкономические связи (министр Мариан Свенцицкий) и транспорт (министр Франсишек Виладек). ОКП получила контроль над министерствами сельского хозяйства, юстиции, здравоохранения (соответственно — Чеслав Яницкий, Александр Бентковский, Анджей Косиняк-Камыш). ДП досталось, в частности, министерство внутреннего рынка (Александр Мацкевич). Министром иностранных дел стал формально беспартийный, но близкий к «Солидарности» и костёлу Кшиштоф Скубишевский.
Формально состав кабинета выглядел относительно сбалансированным. Малочисленность представителей ПОРП теоретически компенсировалась значимостью занимаемых ими постов (кроме того, силовые министерства находились в подчинении президента Ярузельского). Однако в реальности генералы Кищак и Сивицкий были поставлены в жёсткие рамки и практически не могли проводить политику, в чём-либо противоречащую курсу «Солидарности». 6 июля 1990 года Кищак и Сивицкий покинули совет министров. Министром внутренних дел стал эксперт «Солидарности» Кшиштоф Козловский, министром обороны — вице-адмирал Пётр Колодзейчик, бывший главнокомандующий ВМФ ПНР, состоявший в ПОРП, но не ориентированный на партаппарат.
Самыми влиятельными членами правительства были Мазовецкий, Бальцерович, Куронь, Скубишевский. Основные проблемы Польши 1989—1990 концентрировались в экономической сфере. Соответственно, главным направлением правительственной политики являлись «шокотерапевтические» экономические реформы. Высокий уровень общественного доверия к правительству «Солидарности» позволил избежать массовых протестов в первые месяцы болезненных преобразований. (Попытки ВСПС во главе с Мёдовичем организовать антиправительственные демонстрации не получили развития.) Важную роль сыграла активная деятельность министра труда Яцека Куроня (бывшего диссидента) по смягчению социальных последствий финансовой политики Лешека Бальцеровича (бывшего члена ПОРП). Однако социальное недовольство резко проявилось в ходе президентских и парламентских выборов 1990—1991.
Реформы Бальцеровича сравнительно быстро стабилизировали финансовую систему Польши и создали условия для глубоких структурных преобразований. В то же время они засвидетельствовали отход «Солидарности» от солидаристских и самоуправленческих идей профсоюза 1980-х годов. В новых условиях Лех Валенса декларировал переход от социализма к капитализму. Эта эволюция была отвергнута частью профсоюзного актива. Поскольку антисоциальные черты проявились непосредственно после договорённостей круглого стола, был сделан вывод: политика Бальцеровича есть следствие сговора с коммунистами. Новая профсоюзная оппозиция во главе со щецинским ветераном «Солидарности» Марианом Юрчиком с лета 1989 консолидировалась в объединении Солидарность 80 и вновь выступила под популистскими лозунгами рабочего протеста.

### Рубеж 1989—1990. Упразднение ПНР и ПОРП и возникновение новой Польши
29 декабря 1989 года поправки в конституцию закрепили уже свершившуюся в реальности смену общественно-политического строя Польши:
- было исключено упоминание о руководящей роли партии (аналог статьи 126 конституции СССР 1936 и статьи 6 конституции СССР 1977)
- утверждён принцип политического плюрализма
- польское государство провозглашено демократическим и правовым
- гарантировано право частной собственности и предпринимательства
- изъято положение о дружбе с СССР как основе внешней политики
- название «ПНР» (Polska Rzeczpospolita Ludowa) заменено на «Республика Польша» (Rzeczpospolita Polska)
- к изображению орла на гербе добавлена традиционная корона

Закон от 29 декабря о внесении поправок в конституцию Польши принято считать началом Третьей Речи Посполитой. (Хотя официально конституция Республики Польша была принята лишь весной 1997 года.)
26—27 января 1990 года XI съезд ПОРП принял решение о самоликвидации партии. 45-летнее правление коммунистов в Польше ушло в историю.

Вынести знамя.
Мечислав Раковский, заключительное слово на XI съезде ПОРП

28 января была учреждена партия — «Социал-демократия Республики Польша» (СДРП; ныне — «Союз демократических левых сил», СДЛС). Новая партия переняла кадры бывшей ПОРП, но сменила коммунистическую идеологию на формально социал-демократическую и отказалась от притязаний на тотальную власть.

Посткоммунистические объединения превратились в партии людей прежнего режима, объединённых общностью биографии и боязнью декоммунизации.
Адам Михник

Таким образом, на рубеже 1989—1990 коммунистическая партия ПОРП и номенклатурное государство ПНР перестали существовать. Десятилетняя борьба профсоюза «Солидарность» в этом отношении увенчалась полным успехом.

## «Солидарность» в 1990—1995. Президентство Леха Валенсы

### 1990. Прессинг Валенсы. Победа напрезидентских выборах. Раскол «Солидарности»
Стремительные перемены второй половины 1989 года превратили решения «круглого стола» в явный политический архаизм. Ещё 10 февраля 1990 года Валенса призывал к умеренности, поддерживал правительство Мазовецкого, примирительно отзывался об СДРП, отклонял идею досрочных выборов в сейм и сенат, высказывал опасения в связи с превращением «Солидарности» в монопольную политическую силу. Но уже 15 февраля группа руководителей «Солидарности» во главе с Валенсой предъявила кабинету Мазовецкого претензии за недостаточно энергичную антиноменклатурную политику. С весны 1990 «Солидарность» развернула кампанию мощного давления, требуя переизбрания президента, парламента и местных органов власти. Этому способствовало триумфальное избрание Валенсы председателем «Солидарности» на II съезде профобъединения 20-25 апреля в Гданьске.
Муниципальные советы были переизбраны 27 мая 1990 года. Гражданские комитеты «Солидарности» получили более 53 % голосов, СДРП — менее 3 %. Эти выборы продемонстрировали две тенденции:
- сохранение за «Солидарностью» доминирующего влияния;
- резкий спад общественной активности и политического энтузиазма (явка едва превысила 42 %), вызванный социальными издержками реформ Бальцеровича.

При этом «Солидарность» переставала быть единой общественно-политической силой. Происходил всё более явный раскол по линии lewica — prawica: между либерально-социалистическим и консервативно-католическим течениями. Наиболее видным деятелем левого крыла был Адам Михник, правого — Ярослав Качиньский. Лех Валенса формально оставался «над схваткой», но фактически ориентировался вправо.
Конкретные разногласия касались отношения к правительству Мазовецкого. Левые в общем и целом поддерживали его курс, в том числе так называемую концепцию gruba kreska, gruba linia («жирная черта»). Этот термин, произнесённый Мазовецким в речи перед сеймом 24 августа 1989, означал готовность отвечать за собственные действия, но не за провальную политику предшественников. Однако правые оппоненты истолковали выражение как намерение «отсечь прошлое», избавив коммунистическую номенклатуру от ответственности за совершённые преступления и за тяжёлое положение страны.
24 июня 1990 года на заседании Гражданского комитета «Солидарности» произошёл жёсткий публичный конфликт между Михником и Качиньским. Обозначилась ориентация правых на конфронтацию и политическую месть (вопреки договорённостям в Магдаленке и за Круглым столом), а также склонность к популистской критике кабинета Мазовецкого. Левые противопоставляли этому установки на компромисс, максимальную деидеологизацию политики и последовательную поддержку правительства. Оформление раскола стало вопросом времени.
12 мая 1990 года братья Ярослав и Лех Качиньские учредили «Соглашение центристских сил» (PC) — правоцентристскую партию христианско-демократического толка. Партия выступила с жёстких антикоммунистических позиций, потребовала отстранения генерала Ярузельского с президентского поста и отставки правительства Мазовецкого как недостаточно энергичного в декоммунизации. Валенса формально не вступил в партию, однако всячески демонстрировал свою близость к ней. Соглашение центристских сил сделалось центром притяжения польской «правицы» и впоследствии создало основу для Избирательной акции «Солидарность» (AWS), а затем — для партии «Право и справедливость».
16 июля 1990 Адам Михник, Яцек Куронь, Бронислав Геремек, Владислав Фрасынюк, Збигнев Буяк инициировали создание социал-либеральной партии «Гражданское движение – Демократическое действие» (ROAD). Партия стояла на платформе, сформулированной Михником, и поддерживала Мазовецкого. Впоследствии ROAD преобразовалась в «Союз свободы», а в дальнейшем эта тенденция проявилась в «Гражданской платформе».
Кроме того, 4 августа 1990 группа убеждённых социалистов «Солидарности» во главе с Каролем Модзелевским, Рышардом Бугаём и Яном Юзефом Липским объявила о создании организации «Солидарность труда». Эта политическая ассоциация была призвана объединить левых социал-демократов как из «Солидарности», так и из бывшей ПОРП.
17 сентября 1990 года — в десятую годовщину своего избрания председателем Национальной координационной комиссии создававшейся тогда «Солидарности» — Лех Валенса объявил о своём намерении баллотироваться на пост президента Польши. Базой его политической поддержки стало PC. Аналогичное намерение высказал Тадеуш Мазовецкий, опорой которого сделалось ROAD. Таким образом, первые свободные выборы главы Третьей Речи Посполитой приняли форму первого столкновения различных течений «Солидарности». (Кандидаты СДРП, «Польской крестьянской партии» и «Конфедерации независимой Польши» не могли реально претендовать на победу).
Первоначально опросы общественного мнения указывали на преимущество Мазовецкого. Однако агрессивная предвыборная кампания Валенсы, неожиданный фактор Станислава Тыминьского и объективный рост недовольства в связи с трудностями реформ изменили ситуацию. Уже в первом туре 25 ноября 1990 Валенса вышел на первое место, получив почти 40 % голосов. Сенсацией выборов стала неудача Мазовецкого, собравшего лишь 18 % и не прошедшего во второй тур.
9 декабря 1990 года Валенса получил почти 75 % и был избран президентом Польши. 22 декабря он официально вступил в должность. 12 января 1991 года Лех Валенса назначил новым премьер-министром экономиста Яна Кшиштофа Белецкого.
Поражение Мазовецкого явило собой отвержение обществом социально-экономической политики, связанной с именем Лешека Бальцеровича. Однако Бальцерович сохранил свой пост и в новом правительстве Белецкого. В социально-экономическом курсе не произошло сколько-нибудь заметных перемен. В сфере же общественно-политической усилились правоконсервативные и клерикальные тенденции. Ярослав Качиньский возглавил канцелярию президента, Лех Качиньский — президентское Бюро национальной безопасности.
По итогам 1990 года «Солидарность» укрепила своё политическое доминирование. Под контроль движения перешли все министерства, включая силовые, местные органы власти, высший государственный пост — президентство. Из государственных институтов, унаследованных от ПНР, оставался лишь «договорной сейм». Бывшая ПОРП перешла в оппозицию и была крайне ослаблена. Но ценой этих успехов стали острые внутренние конфликты и необратимый раскол.

### 1991. Социальное разочарование, избирательная неудача
Баллотируясь в президенты, Валенса подал в отставку с поста председателя «Солидарности». 23—24 февраля 1991 года был созван III съезд профсоюза, избравший председателем Мариана Кшаклевского (технолог-металлург, доктор наук, организатор ячейки «Солидарности» в Польской академии наук).
Несколько ранее, в начале февраля, Всепольская комиссия обсуждала вопрос о всеобщей забастовке. Причиной явился отказ правительства Белецкого, как прежде кабинета Мазовецкого, отменить жёсткий антиинфляционный налог на зарплату, унаследованный от последних правительств ПОРП.
«Солидарность» поддерживала Валенсу, однако отсутствие перемен в социально-экономической политике провоцировало недовольство и протесты. В марте 1991 большая группа шахтёров явилась к Бельведерскому дворцу и потребовала разговора с президентом. К шахтёрам вышел Валенса, возникла перепалка. Глава государства признал, что изменить положение не удаётся, но сослался на кратковременность своего пребывания на высшем государственном посту.
22 мая «Солидарность» провела всепольский день социального протеста (демонстрации, кратковременные забастовки). 11 июля было принято решение выдвинуть профсоюзный список на предстоящих выборах в сейм. Социальные проблемы квалифицировались как следствие недостаточной демократичности политической системы — существования «договорного сейма», избранного в ПНР. Тем временем сейм, большинство в котором было зарезервировано за членами бывшей ПОРП, принял новый закон о здравоохранении, демонополизировавший сферу медицинских услуг. 21 августа «Солидарность» потребовала индексировать зарплату в госсекторе.
27 октября состоялись первые свободные парламентские выборы. «Договорной сейм» прекратил существование. Итоги голосования продемонстрировали глубокую апатию общества и рост оппозиционный настроений — следствие «шокового» варианта реформ. Одновременно проявился политический раскол «Солидарности» и чрезвычайная фрагментация польской политики.
Явка составила только 43,2 %. Наибольшее количество голосов — всего около 12 % — получила «Демократическая уния» (либеральные сторонники экс-премьера Мазовецкого). На второе место вышла коалиция, возглавляемая СДРП — почти 12 % (социал-демократическая трансформация ПОРП под руководством Александра Квасьневского и Лешека Миллера быстро дала результат). Правоклерикальная «Католическая избирательная акция» и «Соглашение центристских сил» (партия братьев Качиньских, консервативные сторонники Валенсы) собрали в совокупности более 17 %. Непримиримо антикоммунистическая и националистическая КНП получила 7,5 %. Почти столько же собрал Либерально-демократический конгресс (партия премьера Белецкого, либеральные сторонники Валенсы). «Польская крестьянская партия - Народное соглашение», созданная при участии «Сельской Солидарности», получила 5,5 %. Список профсоюза «Солидарность» — немногим более 5 %. Около 2 % избирателей проголосовали за социалистов из «Солидарности труда». Радикально-протестная «Солидарность 80» потерпела поражение, собрав всего 0,1 %.
Создалась парадоксальная ситуация. Политические силы, происходившие из «Солидарности» в совокупности собирали более 50 % (правда, это составляло лишь немногим более одной пятой всех польских избирателей). Но они враждовали друг с другом жёстче, нежели с СДРП. Непосредственно же профсоюз «Солидарность» — когда-то 10-миллионный — пользовался поддержкой лишь полумиллиона избирателей. Во многом это было связана с очевидным отходом от идей самоуправляемой республики 1980—1981.

### 1992. Правительство Ольшевского. Упущенные возможности
Валенса предпринял попытку консолидировать свою политическую базу. Премьер-министром был назначен популярный деятель Ян Ольшевский — известный юрист, давний участник оппозиционного движения, активист КОС-КОР и «Солидарности» 1980-х, адвокат Яцека Куроня и семьи Попелушко. В молодости Ольшевский был диссидентом-социалистом, близким к Куроню. Впоследствии он эволюционировал вправо, и в начале 1990-х состоял в Соглашении центристских сил.
Правительство Ольшевского, состоявшее из консервативных центристов, национал-клерикалов и представителей крестьянской партии, скорректировало курс в соответствии с установками и «Солидарности». Был немедленно отправлен в отставку министр финансов Лешек Бальцерович, анонсированы социальные программы, приостановлена приватизация. Активизировались профсоюзные ячейки и политизированные группы в промышленных коллективах. 29 мая правительство подписало с «Солидарностью» выгодное профсоюзу соглашение о порядке урегулирования трудовых споров.
Развернулась кампания декоммунизации. Из армии и МВД вычищались лица, прежде связанные с ПОРП. Ольшевский вознамерился предать гласности полный перечень секретных сотрудников СБ ПНР, устранив их из политической жизни. Появились признаки своеобразного ренессанса ранней «Солидарности».
Антилиберальная экономическая политика встречала резкое сопротивление партий Мазовецкого и Белецкого. Воинствующий антикоммунизм крайне беспокоил СДРП. Возник антиправительственный альянс либералов с бывшими коммунистами. Когда к этому противоборству добавился конфликт Яна Ольшевского с Ярославом Качиньским (столкновение персональных амбиций), правительство потеряло парламентское большинство. Валенса, настроенный к Ольшевскому в целом позитивно, не поддерживал жёсткую позицию премьера в разоблачении бывших коммунистов и в скорейшем выводе из Польши российских войск без совместной приватизации военного имущества.
5 июня 1992 года Ольшевский подал в отставку. Так был упущен шанс восстановить влияние «Солидарности» и проводить близкую профсоюзу политику. На IV съезде «Солидарности» 11-14 июня 1992 года Ольшевский демонстративно присутствовал среди почётных гостей.

### 1992—1993. Правительство Сухоцкой. Экономическая стабилизация, политическое разочарование
Валенса попытался создать устойчивое коалиционное правительство из партий Мазовецкого, Белецкого, крестьянской и даже КНП. Однако лидер крестьянской партии Вальдемар Павляк за месяц не смог сформировать кабинет.
Правительство было создано 11 июля 1992 года во главе с Ханной Сухоцкой, представлявшей Демократический союз Тадеуша Мазовецкого. В его состав вошли либералы из обеих партий — «про-» и «антиваленсовской» — «крестьяне» и национал-католики. Одно министерство — планирования и строительства — получил даже представитель Унии труда, социал-демократического ответвления «Солидарности», учреждённого на основе Солидарности труда («группа Модзелевского-Бугая-Буяка») и реальных социал-демократов из бывшей ПОРП («группа Фишбаха»). Пост министра труда и социальной политики снова занял Яцек Куронь. Правительство Сухоцкой сумело на короткое время реинтегрировать большинство течений расколовшейся «Солидарности».
Сформировать такое правительство удалось при активном посредничестве авторитетного сенатора Яна Рулевского, в 1980—1981 председателя быдгощского профцентра. Кабинет Сухоцкой был воспринят как подтверждение монополии «Солидарности».
На период деятельности этого правительства пришлось «послешоковое» восстановление и начало экономического роста в Польше. Но именно стабилизация положения утвердила левую оппозицию в претензиях на власть. С другой стороны правый социал-популизм профсоюза «Солидарность» также способствовал перманентному противостоянию с правительством.
30 августа 1992 профсоюз инициировал коллективный спор с кабинетом по социальному законодательству. «Солидарность» требовала согласования приватизационных решений, отмены налога на зарплату, дотаций предприятиям тяжёлой промышленности. 14 декабря «Солидарность» провела двухчасовую общенациональную предупредительную забастовку протеста против закрытия нерентабельных шахт в Валбжихском районе Нижней Силезии. Соглашение между правительством и забастовочными комитетами было достигнуто 31 декабря, дотации на реструктуризацию выделялись с 15 апреля 1993 года. Под давлением «Солидарности» 7 января 1993 правительство согласилось на компенсационные выплаты в связи ростом дороговизны.
Практически одновременно, 15 декабря, президиум Всепольской комиссии «Солидарности» выступил с законодательной инициативой о признании ПОРП преступной организацией. Социальный популизм и антикоммунизм в политике профсоюза составляли неразрывное единство.
22 февраля правительство, профсоюзы («Солидарность», ВСПС, «Солидарность-80») и объединение польских работодателей согласовали статус государственного предприятия, гарантировавший расширенные профсоюзные права в госсекторе. Тем временем правительство готовило программу масштабной приватизации. Этот курс поддерживала в парламенте левая оппозиция. Бывшие функционеры ПОРП обладали сильными позициями в административном аппарате и могли рассчитывать на преференции в приватизационном процессе.
5 мая по призыву профсоюза началась забастовка на госпредприятиях, 19 мая забастовали работники частных компаний. Депутаты «Солидарности» в сейме внесли резолюцию о вотуме недоверия правительству. Ханна Сухоцкая подала в отставку, однако президент Валенса отклонил её просьбу, объявил о роспуске парламента и назначил досрочные выборы в сейм и сенат. 25-27 июня 1993 года V съезд «Солидарности» выдвинул кандидатов профсоюза. Валенса, к тому времени рассорившийся с Качиньскими (со временем этот конфликт дошёл до крайней степени взаимного ожесточения), основал Беспартийный блок поддержки реформ — с явной аллюзией к Беспартийному блоку сотрудничества с правительством времён правления Пилсудского.
Выборы 19 сентября 1993 принесли сокрушительное поражение почти всем политическим силам, происходящим от «Солидарности». Лишь партия Мазовецкого сохранила позиции, получив около 10,5 % (74 депутата в сейме из 460) и левоцентристская Уния труда собрал 7,3 % (41 депутат). Почти 5,8 % проголосовали за праворадикальную КНП (22 мандата). Блок Валенсы получил 5,4 % и провёл всего 16 депутатов. Консерваторы Качиньских, либералы Белецкого, республиканское движение Ольшевского, профсоюзный список «Солидарности», крестьянская партия «Сельской Солидарности» не набрали 5 % и не попали в сейм.
Зато 20,4 % получил Союз демократических левых сил во главе с СДРП (бывшей ПОРП). 15,4 % поддержали Польскую крестьянскую партию (бывшую ОКП). Особенности польской избирательной системы обеспечили этой коалиции почти две трети мест в сейме и почти три четверти в сенате.
К осени 1993 главные социально-экономические трудности были в основном преодолены. Успех бывшей ПОРП был обусловлен не ими, а массовым раздражением из-за политических скандалов. При этом в качестве провоцирующего фактора воспринимался лично президент. Поражение потерпели партии, ассоциируемые с Валенсой, тогда как происходящие от «Солидарности», но оппозиционные Валенсе Демократическая уния и Уния труда показали сравнительно удачные результаты. Вновь сказался и фактор политической раздробленности правых наследников «Солидарности», тогда как левые силы выступили единым фронтом.

### 1994—1995. «Солидарность» против левого правительства
Коалиционное правительство крестьянской партии и бывшей ПОРП сформировал Вальдемар Павляк. В марте 1995 его сменил представитель СДРП Юзеф Олексы, бывший министр «по сотрудничеству с профсоюзами» в последнем правительстве ПОРП. Пост министра труда и социальной политики занял бывший член политбюро Лешек Миллер, занимавший особенно враждебную позицию в отношении «Солидарности». Он стал одним из наиболее влиятельных членов кабинета. Яцек Куронь характеризовал Миллера как «гранату с сорванной чекой». Происходившее воспринималось как номенклатурный реванш. В то же время с именем Миллера — впоследствии главы правительства — связывалось ускорение капитализации экономики и проамериканский внешнеполитический курс.
Политико-идеологическое отчуждение способствовало росту социальных конфликтов. 1994 год стал период наиболее интенсивных после 1988 протестных выступлений «Солидарности».
9 февраля 1994 года в Варшаве состоялась крупная протестная манифестация. «Солидарность» требовала от правительства скрупулёзного соблюдения ранее подписанных соглашений. 14 февраля волна акций протеста прокатилась по сотням крупных заводов. Через два месяца правительство согласилось отменить налог на зарплату и создать постоянно действующую трёхстороннюю комиссию. Однако «Солидарность» продолжила протестную кампанию. 25 апреля начались забастовки в угольной и горнодобывающей промышленности. Требования носили сугубо социальных характер, но накал противостояния поддерживался политической враждебностью.
27 мая состоялся 40-тысячный марш «Солидарности» в Варшаве. 31 августа в Гданьске отмечалось 14-летие событий 1980 года. Лех Валенса и Мариан Кшаклевский выступили перед памятником рабочим, погибшим в 1970. 22 сентября демонстрация «Солидарности» в Катовице потребовала судебного возмездия офицерам ЗОМО, командовавшим расстрелом 16 декабря 1981.
29 сентября — 2 октября 1994 года VI съезд «Солидарности» принял жёсткую политическую резолюцию:

Нынешнее правительство наносит ущерб Польше и её гражданам. Мы считаем, что для блага страны правительство должно прекратить свою деятельность.

6 декабря президиум Всепольской комиссии выразил протест в связи с правительственным решением восстановить пенсионные привилегии ветеранов СБ ПНР. 16 декабря состоялась массовая протестная акция.
С конца 1994 «Солидарность» развернула массированную кампанию за индексацию заработной платы в госсекторе соответственно росту инфляции. 3 января 1995 года правительство вынуждено было подписать с профсоюзом соответствующее соглашение. 11 января «Солидарность» потребовала направить на социальные нужды имущество ВСПС, переданное прокоммунистическим профсоюзом в 1982 году, при военном положении. 27 февраля «Солидарность» провела серию манифестаций против заявленного правительством сокращения государственного оборонного заказа.
8-11 июня 1995 года в Гданьске прошёл VII съезд «Солидарности». Делегаты осудили «неолиберальную политику посткоммунистической власти» особенно программы приватизации и коммерциализации госпредприятий в интересах бывшей номенклатуры ПОРП. Наступательный курс руководства получил одобрение съезда. Мариан Кшаклевский вновь был избран председателем профсоюза. Президент Валенса присутствовал в качестве гостя.

### Выборы 1995. Уход Валенсы с президентского поста
Осенью 1995 истекал президентский мандат Леха Валенсы. В первом туре выборов 5 ноября 1995 года при явке избирателей более 64 % участвовали 13 кандидатов:
- Лех Валенса, президент Польши
- Александр Квасьневский, кандидат Союза демократических левых сил
- Яцек Куронь, представитель Союза свободы (трансформированный Демократический союз)
- Ян Ольшевский, лидер консервативного Движения за Республику
- Вальдемар Павляк, премьер-министр, лидер Польской крестьянской партии
- Тадеуш Зелиньский, представитель Союза труда
- Ханна Гронкевич-Вальц, председатель Национального банка, представитель христианских демократов
- Януш Корвин-Микке, консервативный монархист и либеральный экономист
- Анджей Леппер, лидер фермерского профсоюза, представитель левопопулистского Союза самообороны
- Ян Петшак, певец, музыкант и сатирик эпатажного толка
- Тадеуш Козлук, адвокат-правозащитник
- Казимеж Пиотрович, медицинский технолог
- Лешек Бубель, ювелир-бизнесмен

6 кандидатов представляли актив «Солидарности» 1980-х (Валенса, Куронь, Ольшевский, Зелиньский, Гронкевич-Вальц, Корвин-Микке), 2 — правящие круги ПНР (Квасьневский, Павляк), остальные 5 выражали эпатажно-популистские формы протеста.
Наибольшее количество избирателей — 35,1 % — проголосовали за Александра Квасьневского. Лех Валенса собрал 33,1 %. Яцек Куронь — 9,2 %. Ян Ольшевский — 6,9 %. Вальдемар Павляк — 4,3 %. Тадеуш Зелиньский — 3,5 %. Ханна Гронкевич-Вальц — 2,8 %. Януш Корвин-Микке — 2,4 %. Анджей Леппер — 1,3 %. Ян Петржак — 1,1 %. Тадеуш Козлук — 0,15 %. Казимеж Пиотрович — 0,07 %. Лешек Бубель — 0,04 %.
Таким образом, носители традиций «Солидарности» в совокупности получили более 57 % голосов. Однако раздробленность этих сил вывела в лидеры кандидата бывшей ПОРП.
Перед вторым туром 19 ноября Всепольская комиссия «Солидарности» призвала голосовать за Валенсу. Однако 51,72 % избирателей (при высокой 68%-ной явке) отдали голоса Квасьневскому. Валенса собрал 48,28 %. Последующие социологические исследования показали, что перевес Квасьневскому обеспечили самые молодые избиратели — уже не связанные с традицией «Солидарности», но привлечённые либерально-динамичным имиджем бывшего партийного специалиста по молодёжной тематике.

За Квасьневского голосовали те, кто не знал дубинок и водомётов.
Лех Валенса

После выборов стало известно, что Александр Квасьневский декларировал ложные данные о своём образовании: заявление об окончании им Гданьского университета в 1978 году не соответствовало действительности. Однако этот подлог был признан не повлиявшим на исход голосования и оставлен без последствий.
Победа Квасьневского не означала «возвращения коммунистов к власти». Новый президент олицетворял эволюцию ПОРП от марксистско-ленинской идеологии к неолиберальной политике. Однако избрание президентом представителя СДЛС заметно изменило внутриполитические расклады в пользу кадров бывшей ПОРП и явилось серьёзным поражением «Солидарности», в том числе на символическом уровне.
6 декабря Всепольская комиссия «Солидарности» поставила под сомнение итог президентских выборов. 23 декабря состоялась официальная инаугурация Квасьневского. 10 января 1996 года президиум заявил о «кризисе государства» и призвал к борьбе за отстранение от власти Союза демократических левых сил.
В целом за период 1990—1995 годов «Солидарность» пережила следующие изменения:
- отсоединение наиболее политизированных групп, преобразование их в политические партии
- идеологическая консолидация профсоюза на правоконсервативной основе, изживание социалистических и спад либеральных тенденций
- снижение политического влияния (серия расколов и электоральных неудач) при сохранении влияния социального (сильные профорганизации, массовые забастовки и демонстрации, популярные социальные требования).

## 1996—2005. «Солидарность» при президентстве Квасьневского

### 1996. Перегруппировка сил
По состоянию на начало 1996 года посткоммунистические силы обладали большинством в парламенте, контролировали правительство и президентский пост. Поражение 1995 года стимулировало социально-политическую мобилизацию «Солидарности». Профсоюз поставил перед собой двуединую задачу:
- лишить СДЛС парламентского большинства и правительственной власти
- сохранить промышленные коллективы, предотвратить запланированные властями банкротства крупнейших предприятий

19 января 1996 года представители «Солидарности» встретились с руководством судостроительной отрасли и региональных властей Гданьска и Щецина. Профсоюз заявил о категорическом несогласии с планами банкротства и приватизации судоверфей. Два месяца спустя президиум Всепольской комиссии предложил свой план реструктурирования Гданьской судоверфи.
8 августа районный суд Гданьска объявил банкротом Гданьскую судоверфь. Однако коллектив, хотя значительно сократился, не прервал производственный процесс. «Солидарность» оспорила вердикт и объявила сбор пожертвований.
С февраля по октябрь в сейме продолжалось обсуждение ответственности за введение военного положения. Голосами левого большинства сейм констатировал его законность (санкция тогдашнего сейма ПНР) и оправданность (предотвращение советской интервенции). «Солидарность» повела в этой связи массированную кампанию протеста, добиваясь осуждения виновных в событиях декабря 1981 и декабря 1970.
10 мая 1996 удалось добиться принятия закона о возвращении профсоюзу имущества, конфискованного в период военного положения.
В июне началось формирование электорально-политической структуры профсоюза — Избирательной акции «Солидарность» (AWS). Председателем AWS стал Мариан Кшаклевский. 26-28 июня VIII съезд профобъединения принял решение об участии в парламентских выборах, осудив «антирабочую и антипрофсоюзную» политику левых властей. 31 августа в Варшаве 60 тысяч демонстрантов отметили 16-летие «Солидарности».
7 марта 1997 года в Варшаве произошли столкновения активистов «Солидарности» с полицией — рабочие оборонной и авиационной промышленности протестовали перед зданием парламента. 12 марта 2 тысячи рабочих Гданьской судоверфи перекрыли центральные магистрали города и железнодорожные пути. 18 марта «Солидарность» провела общенациональную предупредительную забастовку в поддержку гданьских судостроителей.
В то же время оппозиционный профсоюз фактически поддержал внешнюю политику правительства, одобрив 26 марта 1997 курс на вступление Польши в НАТО и Европейский союз.
Крупным политическим успехом «Солидарности» стало принятие новой конституции. 2 апреля новый Основной закон Польши был вотирован сеймом, а 25 мая утверждён на всенародном референдуме. (До того формально Польша жила по реформированной в конце 1989 конституции ПНР и переходной «Малой конституции» 1992.) Новая конституция Польши содержала ряд принципиальных для «Солидарности» положений: гарантии профсоюзных прав в демократическом обществе, упоминание христианского наследия польской нации, уважение к традиции Второй Речи Посполитой, принципы «общего блага» (соответствует католическому социальному учению), социальной справедливости, субсидиарности.

### 1997. Реванш «Солидарности»
21 сентября 1997 года состоялись парламентские выборы. Избирательная акция «Солидарность» одержала убедительную победу, получив около 34 % голосов. Две другие партии «пост-Солидарности» — либеральный Союз свободы Тадеуша Мазовецкого, Лешека Бальцеровича, Бронислава Геремека и консервативное Движение польской реконструкции Яна Ольшевского — собрали соответственно более 13 % и 5,5 %. (Социал-демократический Союз труда на этот раз не прошёл в парламент, а центристский блок Валенсы уже не существовал.) Коалиция AWS и Союза свободы располагала большинством и в сейме, и в сенате. В зале парламентских заседаний был установлен католический крест.
В то же время избирательные потери СДЛС оказались не очень значительны. Партия президента Квасьневского получила 27 % вместо 30 % в 1993 (более серьёзное поражение потерпела Польская крестьянская партия — 7,3 % вместо 15 %). Экономическое развитие страны шло успешно, рост ВВП превышал 6 %, серьёзных нарушений демократических норм не происходило, активно разворачивалась европейская интеграция.
Новое правительство возглавил инженер-химик Ежи Бузек, руководящий активист «Солидарности» с 1980. Пост министра внутренних дел и администрации занял бывший автомеханик Януш Томашевский, представитель популистского крыла «Солидарности», интернированный в 1982. Министерство труда и социальной политики возглавил Лонгин Комоловский, в молодости рабочий щецинской судоверфи, участник забастовок начала 1970-х («стачки Балуки») и столкновений с ЗОМО декабря 1981, активист подпольной «Солидарности». От Союза свободы в правительство вернулись Лешек Бальцерович (вице-премьер по финансам) и Ханна Сухоцкая (министр юстиции), министром иностранных дел стал Бронислав Геремек. Мариан Кшаклевский отказался войти в кабинет, но как лидер правящей партии оказывал определяющее влияние на его политику. Именно Кшаклевский рассматривался теперь как ведущий политик Польши. Реванш «Солидарности» носил подчёркнуто демонстративный характер.
19-20 декабря IX съезд «Солидарности» разработал программные установки для AWS и правительства Бузека. 11 февраля 1998 года тезисы были уточнены и систематизированы Всепольской комиссией. Речь шла о государственной помощи промышленным предприятиям, изъятии активов у структур, происходящих от бывшей ПОРП, наращивании социальных программ и уголовном преследовании за расправы военного положения.

### 1998—1999. «Солидарность» и правительство AWS: поддержка и противоречия
Эффективность правительства Бузека подрывалась противоречиями в правящей коалиции. Популистская линия AWS трудно согласовывалась с либеральной финансовой политикой Бальцеровича и приватизационной ориентацией Сухоцкой. В 2000 году коалиция распалась, и представители Союза свободы покинули правительство (Бальцерович возглавил Национальный банк Польши).
Недовольство вызывали также планы административной реформы, воспринятые как попытка установить политический контроль AWS над местными властями. Утверждение парламентом конкордата с Ватиканом спровоцировало в светской части общества опасения клерикализации. Акцентирование вопроса об уголовном преследовании ответственных за военное положение воспринималось как разжигание политических страстей и подрыв сложившегося на фоне экономического подъёма общественного консенсуса.
24 сентября — 25 сентября 1998 X съезд «Солидарности» на безальтернативной основе (чего не бывало при Валенсе) переизбрал председателя Кшаклевского. Наблюдатели характеризовали это как проявление авторитарно-вождистской тенденции в профсоюзе.
Усилились консервативно-католические мотивы в профсоюзной политике. 16 октября 1998 года «Солидарность» направила в Ватикан рабочую делегацию на празднование 20-летия понтификата Иоанна Павла II. В сентябре и декабре 1999 года в Польше проходили европейские конференции правоцентристских партий и антикоммунистических организаций.
18 декабря 1998 парламент утвердил закон об Институте национальной памяти, отклонив вето президента Квасьневского. Институт стал важным инструментом антикоммунистической политики.
С начала 1999 года «Солидарность» усилила социальные кампании. Парламентский клуб AWS вновь поставил вопрос о переходе на 40-часовую 5-дневную рабочую неделю. Это требование выдвигалось «Солидарностью» с 1980 года. В марте 1999 организации «Солидарности» приняли активное участие в кампании заключения коллективных договоров на предприятиях.
Летом произошло резкое обострение социальной ситуации в связи с планами банкротства крупного оборонного предприятия — радомского завода Łucznik. Профсоюзы, прежде всего «Солидарность», возлагали ответственность за сложившуюся ситуацию на администрацию предприятия и региональные власти. В конце июня дошло до уличных столкновений заводских активистов с полицией. Правительство заняло двусмысленную позицию: предприятие являлось государственным, полиция выполняла приказы вышестоящего начальства, премьер же Бузек высказывался в поддержку протестующих демонстрантов. Данный конфликт существенно подорвал авторитет кабинета. (Впоследствии Łucznik прошёл процедуру банкротства и был преобразован в новое предприятие).
Конфликт вокруг завода Łucznik осложнил отношения профсоюза «Солидарность» с AWS и правительством Ежи Бузека. В сентябре 1999 Всепольская комиссия «Солидарности» сформулировала список требований, которыми обусловила дальнейшую поддержку AWS. Наряду с повышением зарплат и введением второго выходного, речь шла о кардинальной смене кадров в региональных администрациях и менеджменте госкомпаний. Ежи Бузек объявил новую правительственную программу под названием Nowe otwarcie («Новое начало»; калька с Great New Begining, лозунга Рональда Рейгана в 1981). Однако уже в октябре произошёл крупный социальный конфликт в Силезии: шахтёрская профорганизация «Солидарности» блокировала железнодорожные пути. Причина заключалась в невыполнении правительственных обещаний по реформированию госсектора.
Начало 2000 года было отмечено рядом социальных актов, введённых в действие по инициативе «Солидарности» (продление сроков декретного отпуска, компенсационные выплаты за замораживание зарплат и пенсий в начале 1990-х). 1-3 мая очередная польская рабочая делегация из 2,5 тысяч человек побывала в Ватикане и встретилась с Иоанном Павлом II.
В апреле Мариан Кшаклевский выдвинул свою кандидатуру на пост президента Польши. В июне решение о поддержке Кшаклевского приняла AWS. К тому времени либеральные министры от Союза свободы покинули правительство Бузека. В конце августа, в ходе ежегодных торжеств основания «Солидарности», в Гданьске прошла конференция христианско-демократических партий Европы и XII съезд профобъединения.

### Поражения 2000 и 2001. Партийно-политическая трансформация «Солидарности»
8 октября 2000 года состоялись президентские выборы. Мариан Кшаклевский потерпел серьёзную неудачу, заняв лишь третье место — 15,6 %. Победу уже в первом туре одержал Александр Квасьневский, за которого проголосовали почти 54 % (явка превысила 61 %). На втором месте оказался правоцентрист Анджей Олеховский, экономический дипломат времён ПНР, министр финансов в правительстве Ольшевского. Участвовавший в выборах Лех Валенса получил немногим более 1 %. Выборы прозвучали тревожным сигналом для «Солидарности» и правых сил в целом. Большинство избирателей явно отдавали предпочтение «европейской стабильности», которая ассоциировалась теперь с посткоммунистическим СДЛС. Именно бывшая ПОРП фактически заняла в Польше 1990—2000-х нишу европейского либерализма.
13 декабря 2000 (девятнадцатая годовщина введения военного положения в 1981) XIII съезд «Солидарности» констатировал, что курс партии AWS ведёт к неминуемому поражению на предстоящих парламентских выборах. 15 мая 2001 года Всепольская комиссия приняла решение о выходе представителей «Солидарности» из территориальных структур AWS. Однако запоздалое дистанцирование от партии и правительства уже не возымело эффекта.
1 марта 2001 года сейм утвердил поправки в Трудовой кодекс. С 2003 года в Польше вводилась 5-дневная рабочая неделя при 8-часовом рабочем дне. С 2001 рабочая неделя сокращалась до 42 часов, с 2002 до 41 часа, в 2003 становилась 40-часовой. Однако этот несомненный успех «Солидарности» не был воспринят как однозначная победа, поскольку сокращение продолжительности рабочего времени сопровождалось ощутимым снижением зарплат.
На парламентских выборах 23 сентября 2001 года Избирательная акция «Солидарности» потерпела сокрушительное поражение. AWS собрала лишь 5,6 % и не прошла в парламент. Столь негативный вердикт избирателей был основан на замедлении темпов экономического роста, политических скандалах, невнятной позиции по ключевым социально-экономическим вопросам (наиболее характерный пример — конфликт вокруг завода Łucznik). Выявилось также, что события 20-30-летней давности остаются актуальными для людей старшего поколения, ветеранов антикоммунистической рабочей борьбы, но не очень значимы для молодых и аполитичных поляков, которые составляли всё большую часть избирателей. После 2001 «Солидарность» как профсоюз дистанцировалась от непосредственного участия в электорально-политическом процессе. К концу года была распущена AWS.
Впервые лишился парламентского представительства Союз свободы (немногим более 3 %). Второе издание жёсткой финансовой политики Бальцеровича не встретило понимания в обществе. В 2005 году партия прекратила самостоятельное существование.
Союз демократических левых сил (Sojusz Lewicy Demokratycznej, SLD) президента Квасьневского получил 41 % голосов (явка составила 46 %), почти половину мандатов в сейме и сенате. Этот результат стал наибольшим, но и последним успехом бывшей ПОРП. При этом победа SLD понималась не как «коммунистический реванш», а как успех «прорыночных и проевропейских» сил.
Довольно удачно выступили новые популистские организации как левого, так и правого толка. Левонационалистическая Самооборона Республики Польша (лидер Анджей Леппер собрала более 10 %, правая национал-католическая Лига польских семей (лидер Роман Гертых) — почти 8 %. Эти партии поддержали группы населения, настроенные против евроинтеграции Польши (при том, что «пост-Солидарность» и «пост-ПОРП» сходились на европейской ориентации).
Важным итогом выборов стало парламентское конституирование двух созданных в 2001 году партий — Право и справедливость (Prawo i Sprawiedliwość, PiS) и Гражданская платформа (Platforma Obywatelska, PO). «Гражданская платформа» (лидер на тот момент — Мацей Плажиньский) добилась крупного успеха, получив 12,7 %, второе место после SLD. За «Право и справедливость» (лидеры — Ярослав Качиньский и Лех Качиньский) проголосовали 9,5 %.
Эти две партии вскоре стали основными политическими силами Польши, создав условное подобие двухпартийной системы. «Гражданская платформа» консолидировала праволиберальные силы под лозунгами европейской демократии, поддержки предпринимательства, сдерживания профсоюзов, децентрализации управления. «Право и справедливость» объединила правых консерваторов на основе антикоммунизма, национал-католических традиций и экономического популизма. Уже в следующем электоральном цикле они оттеснили посткоммунистический SLD на третье место, а в 2011 году — на четвёртое. Именно на PO и PiS сориентировалось большинство сторонников «Солидарности» и её политической традиции.

### 2002—2003. Социальное наступление на левое правительство. Профсоюзная защита промышленности
Первая половина 2000-х годов ознаменовалась в Польше острой социально-политической конфронтацией. Правительства бывших коммунистов Лешека Миллера и Марека Бельки проводили фактически неолиберальную политику: максимальное урезание госрасходов, стимулирование новых форм бизнеса, интенсивная евроинтеграция. Эти меры оборачивались разрушением индустриальных структур, являвшихся оплотами «Солидарности».
Вновь проявлялся типичный «польский парадокс»: правая оппозиция выражала интересы промышленных рабочих, тогда как левое правительство — предпринимателей и «офисного класса». При этом именно Миллер являлся самым жёстким противником «Солидарности» в руководстве «пост-ПОРП». С его именем в наибольшей степени связывались авторитарные тенденции в левых кругах.
С апреля 2002 «Солидарность» развернула кампанию поддержки профсоюзного проекта реформы Трудового кодекса. Серия массовых акций достигла кульминации 26 июня и 6 августа 2002 года. В июньской варшавской демонстрации участвовали около 50 тысяч человек. В августе парламенту были предъявлены 200 тысяч подписей в поддержку проекта.
31 августа 2002 года в Любине было отмечено 20-летие трагедии 1982 года — расстрела ЗОМО мирной демонстрации протеста (погибли три человека). 14-15 сентября «Солидарность» организовала традиционное паломничество на Ясной Горе (участвовала делегация нью-йоркских пожарных — спасателей 9/11). Социальные выступления «Солидарности» по-прежнему совмещались с антикоммунистическими, антитоталитарными акциями.
26-28 сентября 2002 XV съезд «Солидарности» избрал третьим председателем профобъединения инженера-кораблестроителя Януша Снядека, в 1981 активиста профцентра Гдыни, подпольщика при военном положении. На Мариана Кшаклевского была возложена ответственность за поражения 2000—2001 годов. Однако позиции Снядека мало отличались от предшественника: социальный популизм, политический консерватизм, идеологическая приверженность католической доктрине.
Осенью 2002 — весной 2003 «Солидарность» добилась утверждения парламентом ряда поправок в Трудовой кодекс. Была проведена подписная кампания, собраны 650 тысяч подписей под проектом введения предпенсионных социальных льгот. Несколько тысяч активистов пикетировали парламент, требуя принять законы о предпенсионных льготах и о борьбе с безработицей.
Летом-осенью 2003 «Солидарность» провела серию забастовок и демонстраций. Сотни рабочих металлургического завода в городе Островец-Свентокшиский вышли на протестный марш. Рабочие металлургического завода в Сталёва-Воля провели оккупационную забастовку. Бастовали рабочие вагоностроительного предприятия в городе Острув-Велькопольский. В сентябре 10 тысяч шахтёров протестовали на улицах Варшавы. Все эти акции сводились к требованиям не допустить банкротства крупных предприятий угледобычи и металлургии.
22 сентября 2003 почти 50 тысяч активистов «Солидарности» участвовали в паломничестве на Ясной Горе. 22 октября Всепольская комиссия назначила на ноябрь кампанию «дней национального протеста» против антисоциальной политики правительства. 11 ноября, в День независимости Польши, трёхтысячная делегация во главе с тремя председателями — Валенсой, Кшаклевским, Снядеком — посетила Папу Римского.
17 ноября многочисленные шахтёрские забастовки предшествовавшего периода вылились в крупнейшую за десятилетие протестную акцию — 24-часовую забастовку 35 тысяч горняков Силезии. Таков был окончательный ответ «Солидарности» на правительственные планы реструктуризации угольной отрасли через сворачивание угледобычи. 28 ноября сейм принял закон о реструктуризации, предусматривающий меры государственной поддержки шахтёров.
18 ноября более 10 тысяч человек участвовали в варшавских демонстрациях (причём к «Солидарности» впервые примкнули представители других профобъединений, включая ВСПС). 26 ноября «дни национального протеста» завершились серией пикетов и демонстраций с участием примерно 50 тысяч человек.
10 декабря более 130 железнодорожников объявили голодовку, требуя выделить бюджетное финансирование для региональных перевозок. Голодовка прекратилась 22 декабря, когда сейм проголосовал за выделение на эти цели 550 миллионов злотых (около 180 миллионов долларов).
Активные и массовые акции «Солидарности» 2003 года не способствовали подъёму польской экономики, но сильно затормозили сворачивание традиционных промышленных отраслей и помогли сохранить рабочие коллективы, в которых «Солидарность» обладала максимальным влиянием.

### 2004. Политическая атака на левое правительство
С начала 2004 года «Солидарность» явно взяла курс на отстранение правительства Миллера. Январское заседание Всепольской комиссии категорически отвергло план жёсткой бюджетной экономики, подготовленный кабинетом. Профсоюз сформулировал несколько ключевых установок:
- поддержка горнодобывающей, металлургической, оборонной, химической промышленности, железнодорожного транспорта
- недопущение отмены пенсионных льгот и программ поддержки малоимущих
- недопущение коммерциализации здравоохранения
- предотвращение налоговой реформы, благоприятствующей лицами с высокими доходами
- противодействие введению материальных льгот для бывших функционеров ПОРП и госбезопасности ПНР

Всепольская комиссия объявила 2004 год — Годом Ежи Попелушко:

Пусть двадцатая годовщина его мученической смерти станет временем размышлений о том, чему учил капеллан «Солидарности». Пусть все наши действия в это непростое время будут основываться на апостольском послании отца Ежи: побеждай зло добром.
Резолюция Всепольской комиссии «Солидарности» от 13 января 2004 года

Такая символика в сочетании с конкретными оценками правительственной политики означала активное противостояние.
7 апреля 10 тысяч человек прошли по улицам Щецина требуя отставки правительства, ответственного за экономическую деградацию промышленных центров. Движение было поддержано городским властями Щецина во главе с мэром Марианом Юрчиком (радикальный лидер «Солидарности» в 1980—1981, в 1989 основатель Солидарности 80).
28 апреля в Гданьске состоялась встреча руководства «Солидарности» с генеральным секретарём Европейской конфедерации профсоюзов Джоном Монксом. Фактически протестные акции получили международную поддержку. Это было серьёзным ударом по престижу правительства, поскольку партия СДЛС стремилась интегрироваться в международное социал-демократическое движение.
2 мая 2004 года, на следующий день после вступления Польши в Европейский союз, Лешек Миллер подал в отставку с поста премьер-министра. Сменивший его либеральный экономист Марек Белька (в молодости функционер вузовских организаций ПОРП) только со второй попытки сумел получить утверждение сейма (для этого потребовался сильный нажим президента Квасьневского). Становилось очевидным, что посткоммунистическое правительство в недалёком будущем вынуждено будет уйти.
29 мая XVII съезд «Солидарности» принял новый устав профсоюза, расширявший права автономных профорганизаций. Разработка нового устава длилась более 10 лет. Тем самым была реформирована прежняя централизованная структура, адекватная условиям начала 1980-х, но устаревшая в демократической стране.
31 августа в Гданьске прошла церемония 24-летия событий 1980. Лех Валенса, Мариан Кшаклевский и Януш Снядек совместно возложили венок к памятнику павшим рабочим. 20 сентября в паломничестве на Ясной Горе участвовали 80 тысяч человек. 19 октября по стране прошли траурные мероприятия в ознаменование 20-летия гибели Ежи Попелушко.
23 декабря компания «Синергия 99» передала в дар «Солидарности» исторический конференц-зал и земельный участок на Гданьской судоверфи. На этой ноте завершался политически успешный для профсоюза 2004 год.

## 2005—2010. «Солидарность» и президентство Качиньского

### Кончина Иоанна Павла II. 25-летний юбилей «Солидарности»
2 апреля 2005 года скончался Иоанн Павел II. В похоронах 8 апреля участвовали около 5 миллионов человек, в том числе до миллиона поляков, и среди них десятки тысяч членов «Солидарности». Лех Валенса и его жена Данута состояли в официальной государственной делегации. 19 апреля президиум «Солидарности» предложил Всепольской комиссии присвоить Каролю Войтыле почётный знак «За заслуги перед Солидарностью»:

Папа Иоанн Павел II, духовный отец польской нации и «Солидарности», стоял за истину, веру и свободу. Эта борьба порождалась социальной доктриной католической церкви. Он молился за нас и вместе с нами. Без молитвы и моральной поддержки «Солидарность» не выдержала бы испытаний военного положения, не нашла бы своего места в истории независимой Польши, Европы и мира. Мы приглашали Папу в страну, чтобы встретиться на 25-летие основания «Солидарности», мы были полны надежд и радости ожидания. Всемогущий Бог решил иначе. Но наши обязательства остаются в силе.

Обращение президиума Всепольской комиссии НСПС «Солидарность», 19 апреля 2005 года

2005 год проходил в Польше под знаком четвертьвекового юбилея «Солидарности». Это способствовало общественному подъёму и росту популярности профсоюза на фоне быстрого падения влияния правящих посткоммунистов.
Была позитивно воспринята активная позиция «Солидарности», поддержавшей работников топливной компании Orlen в трудовом конфликте с администрацией. (При этом репутация посткоммунистического правительства подрывалась коррупционно-политическим скандалом вокруг произвольного ареста в 2002 году директора Orlen Анджея Модржевского.)
21 июня Януш Снядек в Брюсселе передал символическую копию требований августа 1980 генеральному секретарю Международной конфедерации свободных профсоюзов (МКСП) Гаю Райдеру. С 2006 года «Солидарность» входит в Международную конфедерацию профсоюзов, созданную на основе МКСП.
27 июля сейм объявил 31 августа праздничным Днём солидарности и свободы.
30-31 августа — торжественное празднование 25-летия Гданьской забастовки и основания «Солидарности». В те же дни заседает XVII съезд профсоюза. Мессу отслужил архиепископ Кракова Станислав Дзивиш, бывший личный секретарь Иоанна Павла II.
На торжествах присутствовал президент Александр Квасьневский, появившийся вместе с Валенсой. Президент с глубоким почтением отзывался об «историческом освободительном восстании поляков», но предлагал отдать должное тем деятелям ПОРП, которые «поняли дух времени и заключили соглашение с забастовщиками».

### Выборы 2005. Возвращение к власти
25 сентября 2005 года в Польше состоялись парламентские выборы. Правящий СДЛС потерпел тяжёлое поражение, получив лишь 11 % (вместо 41 % в 2001 году). Сказалась антисоциальная политика правительства Миллера и коррупционные скандалы в его кабинете. Масштаб поражения «пост-ПОРП» был сопоставим с падением AWS четырьмя годами ранее.
Первое место заняли консерваторы из «Права и справедливости» (27 %), второе — правые либералы из «Гражданской платформы» (24 %). Мандаты также получили «Самооборона» (больше, чем СДЛС, 3-место), Лига польских семей (5-е место) и Польская крестьянская партия (6-место).
Поскольку провал СДЛС был заранее предрешён, основная борьба развернулась между партией Право и справедливость (PiS) и партией Гражданская платформа (PO). Обе партии происходили из «Солидарности», но консервативная PiS носит более социальный, коллективно-популистский и католический характер. Либеральная PO в большей мере ориентирована на западноевропейские модели и свободный рынок.
По результатам выборов было сформировано консервативное правительство PiS во главе с Казимежем Марцинкевичем.
На октябрь 2005 были назначены президентские выборы. Сохранявший популярность Александр Квасьневский не имел конституционного права баллотироваться на третий срок. Предполагалось, что от левых сил выдвинется экс-премьер Влодзимеж Цимошевич. Его поддерживали такие различные деятели польской «левицы», как Александр Квасьневский (действовавший глава государства), Мечислав Раковский (последний секретарь ПОРП), Кароль Модзелевский (один из основателей «Солидарности»), а также либеральные политики ещё не слившегося с «Гражданской платформой» Союза свободы. Однако Цимошевич снял свою кандидатуру после сообщения в прессе о сомнительной коммерческой операции (впоследствии суд посчитал публикацию недостоверной).
14 сентября Всепольская комиссия «Солидарности» поддержала кандидатуру консерватора Леха Качиньского, выдвинутого партией «Право и справедливость».
Первый тур выборов состоялся 9 октября. Наибольшую поддержку избирателей получил правый либерал Дональд Туск — 36,3 % (явка составила около 49,7 %). Лех Качиньский (в то время — мэр Варшавы) собрал 33,1 %. На третьем месте (более 15 %) оказался левонационалистический популист Анджей Леппер, за ним деятель СДЛС Марек Боровский (10,3 %). Восемь кандидатов, представлявших различные политические силы — от бывшей ОКП до КНП — набрали от 0,06 % до 1,8 %.
Во втором туре 23 октября 2005 года победу одержал Лех Качиньский. Он получил более 54 %, Туск — менее 46 % (при явке 51 %). Таким образом, главой государства вновь стал фактически представитель «Солидарности» — Качиньский был активистом КОС-КОР ещё в 1970-х, в августе 1980 — советником Гданьского забастовочного комитета, членом Всепольской комиссии профсоюза, близким соратником Валенсы, интернированным при военном положении. С другой стороны, диссидентом 1970-х и активистом «Солидарности» 1980-х был и Дональд Туск. «Двухпартийная система» PiS и PO эффективнее обеспечила доминирование «Солидарности», нежели прямое участие профсоюза в выборах.
Уже 26 октября избранный президент встретился с членами Всепольской комиссии «Солидарности» и заверил, что профсоюз будет его важнейшим партнёром и союзником. 29 декабря Качиньский принял руководителей «Солидарности» в президентском дворце и подтвердил, что считает себя навсегда связанным с профсоюзом.

### «Правление близнецов»
Приход к власти партии Право и справедливость означал победу не всех сил, происходящих из «Солидарности», а определённого крыла — правоконсервативного национал-католического. Это направление олицетворяли братья-близнецы Лех и Ярослав Качиньские. Считается, что ведущую роль в этом тандеме играл председатель партии Ярослав, которому Лех, узнав результаты президентских выборов, отчитался о «выполнении задания».
Политика президента Качиньского строилась на консервативно-католической идеологии с сильными элементами националистического изоляционизма, антироссийской и антигерманской ксенофобии. Велась интенсивная государственная пропаганда польских «духовных скреп», насаждался культ «простого поляка» — рабочего и крестьянина, патриота и католика, ветерана «Солидарности», верного национальным традициям. Влиятельным информационным партнёром властей стало Радио Мария, польские передачи которого характеризовались особенным консерватизмом и национализмом. Представители интеллектуальных профессий вызывали подозрение как склонные к левым взглядам. Именно они, в соответствии с президентско-правительственным планом, должны были подвергнуться строгой проверке и люстрации.
При этом, несмотря на жёсткий антикоммунизм, Качиньские подчас находили на почве традиционализма общий язык с консервативным крылом пост-ПОРП.

Сейчас в Польше бушует острый конфликт вокруг национального совета по телевидению и радиовещанию. И в этом вопросе партия Качиньского фактически оказалась в одном лагере с бывшими коммунистами.

Адам Михник

Пик «правления близнецов» пришёлся на период с лета 2006 по осень 2007, когда президентом был Лех Качиньский, а премьер-министром Ярослав Качиньский. Государство и правительство возглавляли люди, неотличимые не только политически, но и внешне. Правительственную коалицию составляли PiS, популистская Самооборона Республики Польша и ультраконсервативная Лига польских семей. Польский политический режим 2006—2007 Адам Михник сравнивал с российским путинизмом.
Социально-экономическая политика Качиньских в наибольшей степени учитывала позиции «Солидарности» и требования социальной базы профсоюза. Приоритетами объявлялись социальная ориентация экономики и сохранение промышленных предприятий. Важное место в политике PiS занимали антиноменклатурные, антикоррупционные и антиолигархические направления. Экономическая политика проводилась в соответствии с католической социальной доктриной и установкой на «моральное очищение Польши» от наследия коммунистической ПНР. Речь шла, в частности, о недопущении экономического господства бывшего коммунистического аппарата.
Этот курс пользовался всемерной поддержкой профсоюза «Солидарность» во главе с Янушем Снядеком. Для президентства Качиньского были характерны совместные мероприятия государственных органов, профсоюза и костёла, торжественные церемонии и декларации. Столкновения, характерные для предшествовавшего и последующего периодов, в основном прекратились. 30 июня 2006 года президент Польши Лех Качиньский был награждён специальной журналистской медалью «Солидарности».

### Либеральный реванш
В августе 2007 произошёл распад консервативно-популистской правительственной коалиции (инициатором разрыва выступила «Самооборона» Анджея Леппера). На досрочных парламентских выборах победу одержала Гражданская платформа (PO). Пост премьер-министра занял Дональд Туск. Такова была реакция польского общества на выраженный консервативный крен Качиньских.
Глава государства вынужден был откорректировать свою политику в соответствии с либеральной линией правительства. Между президентом и премьером возникали регулярные политические трения. Обострились и отношения правительства с «Солидарностью».
10 апреля 2010 года Лех Качиньский погиб в смоленской авиакатастрофе. На июньско-июльских президентских выборах победу одержал кандидат PO Бронислав Коморовский (более чем на 6 % опередивший во втором туре Ярослава Качиньского). Президентство и правительство закрепила за собой либеральная тенденция пост-«Солидарности», опирающаяся не столько на промышленных рабочих и костёл, сколько на бизнесменов, интеллигенцию, служащих и светские круги. Профсоюз «Солидарность» фактически оказался в оппозиции вместе со своими консервативными союзниками.

## Судьба Гданьской судоверфи
Принципиальным вопросом для «Солидарности» являлось сохранение Гданьской судоверфи. В 1990—1996 предприятие работало как акционерное общество причём более 60 % акций находилось в собственности польского государства, остальные принадлежали трудовому коллективу. После судебного решения о банкротстве 8 августа 1996 профсоюз развернул сбор пожертвований. К декабрю 1997 удалось собрать более 5,2 миллиона злотых (более 1,6 миллиона долларов). Работа на судоверфи не прекращалась, но численность занятых и объёмы производства резко упали.
8 сентября 1998 года АО «Судостроительная верфь Гданьск» была продана за 115 миллионов долларов судостроительной корпорации «Труймясто», основным владельцем которой являлось АО «Судоверфь Гдыня». Гданьская судоверфь была преобразована в новое структурное подразделение и получила название «Гданьская судостроительная верфь — Группа АО „Судостроительная верфь Гдыня“».
В августе 2006 года предприятие выделилось из корпорации как самостоятельное АО «Судостроительная верфь Гданьск». В ноябре 2007 пакет в 75 % акций был приобретён украинским концерном «ИСД Польша», принадлежащим Сергею Таруте и Олегу Мкртчану. 25 % акций принадлежит польской госкомпании ARP (Agencji Rozwoju Przemysłu, Агентство промышленного развития).
В настоящее время на судоверфи работают около 2 тысяч человек (примерно в десять раз меньше, чем в начале 1980-х). Экономическое положение предприятия нестабильно. Весной 2013 возникли перебои с выплатами зарплаты. 26 сентября 2013 года профячейка «Солидарности» во главе с Каролем Гузикевичем провела на верфи забастовку с несколькими сотнями участников. Правительство Дональда Туска отказалось выделить субсидии для предприятия, на три четверти принадлежащего украинскому капиталу.
Легендарную судоверфь удалось сохранить. Однако это было сделано преимущественно из политико-идеологических соображений, вопреки экономической тенденции. Польский судостроительный кластер уступает в международной конкуренции и подвергается административно-экономическому давлению инстанций Евросоюза. Еврокомиссия упорно добивается распродажи активов польских судостроительных предприятий, правительство постепенно склоняется к уступкам ЕС, «Солидарность» пребывает в протестной готовности. Гданьская судоверфь имела высокие шансы в условиях «самоуправляемой республики», но не общеевропейского капиталистического рынка.
«Солидарность» остаётся на предприятии влиятельной силой, в коллективе хранятся традиции забастовочной борьбы. Вопрос о Гданьской судоверфи остаётся на контроле у Мариана Кшаклевского (ныне член Всепольской комиссии профсоюза, представитель Польши в Европейском социально-экономическом комитете).

Я думаю, что есть хорошие шансы сохранить Гданьскую судоверфь. У кризиса есть много ниш, которые можно использовать. Важно, что завод стремится спасти страна, а не только владелец. Что мы можем сделать? Предложить социальную поддержку, выступать с инициативами установления деловых отношений при поддержке европейских фондов. Если бы был вопрос о акциях, мы бы просто купили долю. Мы могли пойти путём увеличения капитала. Но это государство, а не владелец, должно сказать, что мы хотим помочь. Агентство развития промышленности оказывает помощь, и Европейская комиссия объявила, что это было допустимо, потому что помощь предоставляется на рыночных условиях.
Мариан Кшаклевский, 31 июля 2013

## Современный профсоюз «Солидарность»

### Традиционная система организации
«Солидарность» как профсоюз продолжает активно действовать. Организационная структура «Солидарности» в общем и целом остаётся неизменной с 1981 года. Высшим органом является съезд, исполнительной инстанцией — Всепольская комиссия (нынешнее точное название: Национальная комиссия, Komisja Krajowa) в Гданьске, формируемая региональными профцентрами. В промежутках между общими заседаниями оперативное руководство профсоюзом осуществляет бюро (президиум) комиссии. Широки полномочия председателя.
Профобъединение структурируется не по отраслевому, а по территориальному принципу. Общенациональная «Солидарность» включает 37 региональных профцентров. Региональные подразделения группируются вокруг 16 крупных предприятий машино- и судостроения, оборонного комплекса, угледобычи и металлургии. Такая оргструктура окончательно сложилась весной 1981 года и уже не вполне отражает реалии современной Польши. Однако она сохраняется, поскольку «Солидарность» позиционируется как индустриальный профсоюз традиционного типа.
По данным на январь 2015 года, в профсоюзе «Солидарность» состояли 586909 человек (руководители профсоюза в первой половине 2010-х говорили о 700 тысячах).

### Трудности новых условий
Даже симпатизирующие профсоюзу наблюдатели констатируют спад влияния по сравнению не только с 1980-ми, но и с началом 2000-х годов. Эта тенденция носит объективный характер (и затрагивает все профобъединения Польши). Традиционные промышленные оплоты снижают производство, сокращают персонал, банкротятся. Новые экономические структуры не имеют профсоюзных традиций. Молодые работники современных генераций не склонны к тред-юнионизму, профсоюзной дисциплине и забастовочной борьбе. Навыки коллективных действий индустриального пролетариата вытесняются индивидуализмом «офисного класса».

«Солидарность» была социальным движением. Это были рабочие верфей, шахтёры, металлурги, но и таксисты, птицеводы, учащиеся — все. И когда люди «Солидарности» пришли в парламент, казалось, что они представляют всех. Но всё закончилось, когда каждый начал беспокоиться о своём. «Солидарность» считалась движением перемен, а стала заложником собственной истории.
Богдан Лис, организатор Гданьской забастовки августа 1980, руководитель подпольной структуры «Солидарности»

### Массовые акции осени 2013
31 августа 2013 года в Гданьске состоялись торжества по случаю 33-летия «Солидарности». Пётр Дуда сказал об историческом значении прорыва к свободе, заявил об актуальности многих социальных требований забастовщиков 1980, осудил либеральную политику правительства и анонсировал профсоюзные протестные акции. Были возложены цветы к монументу павшим рабочим, памятным знакам Иоанна Павла II и Рональда Рейгана. Днём ранее, выступая в Щецине, Дуда призвал дать отпор планам «либеральных элит» законодательно сузить социальные права рабочих и прерогативы профсоюзов. Он выразил также возмущение безразличием государства к судьбам героев 1980.
Массовые акции «Солидарности» с участием более чем 100 тысяч человек состоялись в Варашаве 11-14 сентября 2013. Главный лозунг манифестации: Dość lekceważenia społeczeństwa! («Хватит пренебрежения обществом!»). Профсоюз требовал от правительства Туска отказа от удлинения рабочего времени через законодательное введение т. н. «гибкого графика», повышения минимальной зарплаты, увеличения ассигнований на помощь безработным и малоимущим семьям. Ранее «Солидарность» прервала переговоры в рамках трёхсторонней комиссии и объявила забастовочную готовность. В соответствии с июльским совместным заявлением, к «Солидарности» примкнули организации двух других общенациональных профобъединений — ВСПС и Форума профессиональных союзов.
По данным социологических опросов, около 50 % населения Польши поддержали осенние профсоюзные выступления. Участники массовых акций «Солидарности» выразили готовность к продолжению.

### Социальная и политическая ориентация. Активизация деятельности
С начала 2010-х годов отмечается заметная активизация профсоюзной борьбы «Солидарности». Основными направлениями деятельности являются трудовые конфликты, борьба за увеличение заработной платы и социальных расходов, кампании против повышения пенсионного возраста, удлинения рабочего времени, т. н. «гибкого графика работы».
Нынешним председателем «Солидарности» является 57-летний Пётр Дуда. Бывший рабочий металлургического завода в Силезии, сотрудник орготдела профсоюза в начале 1990-х, он был избран в 2010 году. Дуда стал первым председателем «Солидарности» — после Леха Валенсы (1981—1990), Мариана Кшаклевского (1991—2002), Януша Снядека (2002—2010) — который не был активистом движения в начале 1980-х (в 1980—1981 он проходил военную службу). При избрании на председательский пост Дуда заявил, что профсоюз будет уделять главное внимание социальным протестам в регионах. Он высказался за предоставление большей самостоятельности территориальным подразделениям «Солидарности».
Главным политическим союзником «Солидарности» Пётр Дуда назвал правоконсервативную партию Право и справедливость. Ярослав Качиньский и Пётр Дуда фактически создали консервативный партийно-профсоюзный альянс, направленный против либерального правительства «Гражданской платформы» во главе с Дональдом Туском. Отношение «Солидарности» к наследию ПОРП и ПНР остаётся жёстко негативным.
Настаивая на преемственности от «коренной Солидарности» 1980-х, Дуда констатирует смену задач профсоюза на нынешнем этапе:

Те забастовки — это была борьба, которую организовали рабочие. Она привела нас к свободе, к Европе, фактически — к изменению политической системы не только в нашей стране. Но и сегодня — в условиях демократии и свободы — мы выступаем за права трудящихся. Когда-то мы боролись за свободную демократическую Польшу, а сегодня видим, что в нашей стране капитализм 19-го века, который делает из работника раба. Сегодня наш союз по-прежнему защищает и будет защищать интересы польских трудящихся.

8 октября 2014 на съезде «Солидарности» в Бельско-Бяле Пётр Дуда был вторично избран председателем профобъединения (на безальтернативной основе).

## Выборы 2015. Консерваторы снова у власти
В 2015 году в Польше состоялись очередные президентские и парламентские выборы. Во второй тур президентских выборов 24 мая 2015 вышли тогдашний глава государства Бронислав Коморовский (от праволиберальной «Гражданской платформы») и известный юрист Анджей Дуда (от правоконсервативного «Права и справедливости»). Несмотря на то, что Коморовский в ПНР был диссидентом и активистом «Солидарности», тогда как Дуда по возрасту не участвовал в протестном движении, именно Дуда воспринимался как представитель профсоюза. Победу одержал Анджей Дуда, собравший 51,5 % голосов (Коморовский — 48,5 %).

Избиратели правоконсервативной партии «Право и справедливость», которая выдвинула Дуду — промышленные рабочие с их традициями организованности, крестьяне, ориентированные на мнение ксендзов, члены профсоюза «Солидарность», католические активисты, наконец, просто люди старшего поколения, привыкшие к дисциплине… За что голосовали избиратели Бронислава Коморовского? За европейскую Польшу, правовое общество, подъём рыночной экономики. Что противопоставляли им избиратели Дуды? Национальные приоритеты, католические ценности, традиции «Солидарности». Последнее особенно важно — «Право и справедливость» позиционируется как партия, продолжающая дело великого профсоюза. Символично, что нынешний председатель «Солидарности» носит ту же фамилию, что новый президент.

Тенденция подтвердилась на парламентских выборах 25 октября 2015. Партия «Право и справедливость» значительно опередила соперников, получив более 37 % голосов, 235 мест в сейме (из 460) и 61 в сенате (из 100). По результатам выборов было сформировано правое правительство Беаты Шидло, которая подчёркивает свою приверженность наследию Леха Качиньского и практическую ориентацию на Ярослава Качиньского. Итоги выборов были расценены как резкое усиление политических позиций «Солидарности».
В то же время польский избирательный цикл 2015 года вновь отразил глубокий раскол и острые противоречия между историческими тенденциями «Солидарности». Главным бенефициаром выборов считается Ярослав Качиньский, олицетворяющий правокатолическое крыло. С другой стороны, Лех Валенса и Ян Рулевский негативно отнеслись к избранию Анджея Дуды. Рулевский как либерал и член Гражданской платформы активно поддерживал Коморовского. Валенса, со скандалом вышедший из профсоюза ещё в 2006 году, называл победу Дуды «катастрофой» и «революцией».

## Историческое значение
Профобъединение «Солидарность» явилось первым в истории «реального социализма» общественным движением, беспрецедентная массовость и организованность которого вынудила власти признать легальное существование оппозиции. Особое значение имело огромное преобладание в антикоммунистическом движении рабочих, опрокидывавшее важный идеологический постулат коммунизма.
Последующее силовое противоборство правящего режима с профсоюзом было заранее обречено. При этом «Солидарность» принципиально не применяла насильственных методов борьбы, совершив в Польше мирную антикоммунистическую революцию.
Достигнутое профсоюзом национальное единение раскололось после смены общественной системы в стране. Закономерно дали о себе знать неизбежные внутренние противоречия социального, политического, идейного и культурного характера. Однако и в новых условиях «Солидарность» сохранилась как активный профсоюз, отстаивающий социально-трудовые интересы своих членов, прежде всего индустриальных рабочих.
Польское противостояние 1980-х годов, расшатывавшее Восточный блок, было важным фактором глобальной Холодной войны. Не случайно духовным и политическим авторитетом в оппозиционном движении ПНР обладал не только Иоанн Павел II, но и Рональд Рейган.
Опыт «Солидарности» не был в полной мере повторён ни в одной другой стране (Венгерское восстание 1956 года приняло насильственные формы; Пражская весна была инициировала реформаторами в руководстве правящей КПЧ). Однако Революции 1989 года в странах Восточной Европы так или иначе ориентировались на польский опыт предшествовавшего десятилетия. Это относится и к массовым движениям в перестроечном СССР, особенно шахтёрскому, и к рабочим выступлениям в других странах Восточной Европе (например, в Албании 1990—1992).

Двадцать пять лет назад делегаты первого съезда Профсоюза «Солидарность» обратились к трудящимся социалистических стран с призывом последовать их примеру и «вступить на трудный путь борьбы за свободное профсоюзное движение». Этот призыв был услышан лишь восемь лет спустя, когда осенью 1989 года в России шахтёры Кузбасса начали массовые забастовки в защиту своих прав.
Михаил Шмаков, председатель Федерации независимых профсоюзов России

Понятие "польская «Солидарность» сделалось обозначением массового оппозиционного движения, побеждающего власть. Отсюда многочисленные повторения названия в различных странах мира.